# Battaglia di Lipsia
La battaglia di Lipsia, conosciuta anche come la battaglia delle nazioni (Völkerschlacht bei Leipzig in tedesco), si svolse dal 16 al 19 ottobre 1813 nella città di Lipsia, in Sassonia. Fu lo scontro più grande, in termini di forze impegnate e di perdite subite dalle due parti, verificatosi durante le guerre napoleoniche e una delle sconfitte decisive subite da Napoleone Bonaparte. Fu, inoltre, la più grande battaglia mai vista in Europa fino all'avvento della prima guerra mondiale.
Culmine della campagna tedesca del 1813, la battaglia di Lipsia coinvolse 560000 soldati, 2200 pezzi di artiglieria, con 400000 colpi di munizioni di artiglieria e 133000 vittime. Determinò la disfatta francese nella campagna di Germania, costrinse l'imperatore a una difficile ritirata fino in Francia e provocò il crollo definitivo del sistema di alleanze organizzato da Napoleone in Europa. La battaglia, combattuta con grande accanimento dalle due parti, vide per la prima volta la partecipazione contemporanea sul campo della massa degli eserciti delle potenze europee continentali anti-francesi (Russia, Prussia, Austria e Svezia) e il suo esito venne determinato soprattutto dalla netta superiorità numerica dei coalizzati.
Napoleone, nonostante la sua difficile situazione strategica complessiva, fu in grado inizialmente di concentrare più rapidamente le forze e sferrò una serie di attacchi il 16 ottobre che misero in forte difficoltà le armate austro-russo-prussiane schierate a sud di Lipsia, ma l'afflusso continuo di nuove truppe dei coalizzati da nord, nord-est ed est, impedì una vittoria decisiva francese il primo giorno di battaglia. Nei giorni seguenti i francesi pur battendosi validamente in tutti i settori vennero progressivamente respinti verso Lipsia dalle preponderanti forze coalizzate. Il 19 ottobre Napoleone ordinò la ritirata generale durante la quale i francesi subirono forti perdite di uomini, armamenti e materiali, soprattutto a causa della distruzione prematura del ponte sul fiume Elster a Lindenau.

## Antefatti

### Prima fase della campagna di Germania
Il 5 dicembre 1812 Napoleone Bonaparte aveva ceduto il comando dei resti della Grande Armata, ormai irrimediabilmente distrutta al termine della catastrofica campagna di Russia ed era ripartito in slitta per Parigi. Nonostante l'enorme gravità del disastro, l'imperatore non era affatto rassegnato, contava di organizzare rapidamente in Francia un nuovo esercito e ritornare in primavera sulla linea della Vistola dove riteneva che Gioacchino Murat, che aveva assunto il comando in sua assenza, avrebbe potuto fermare i russi.

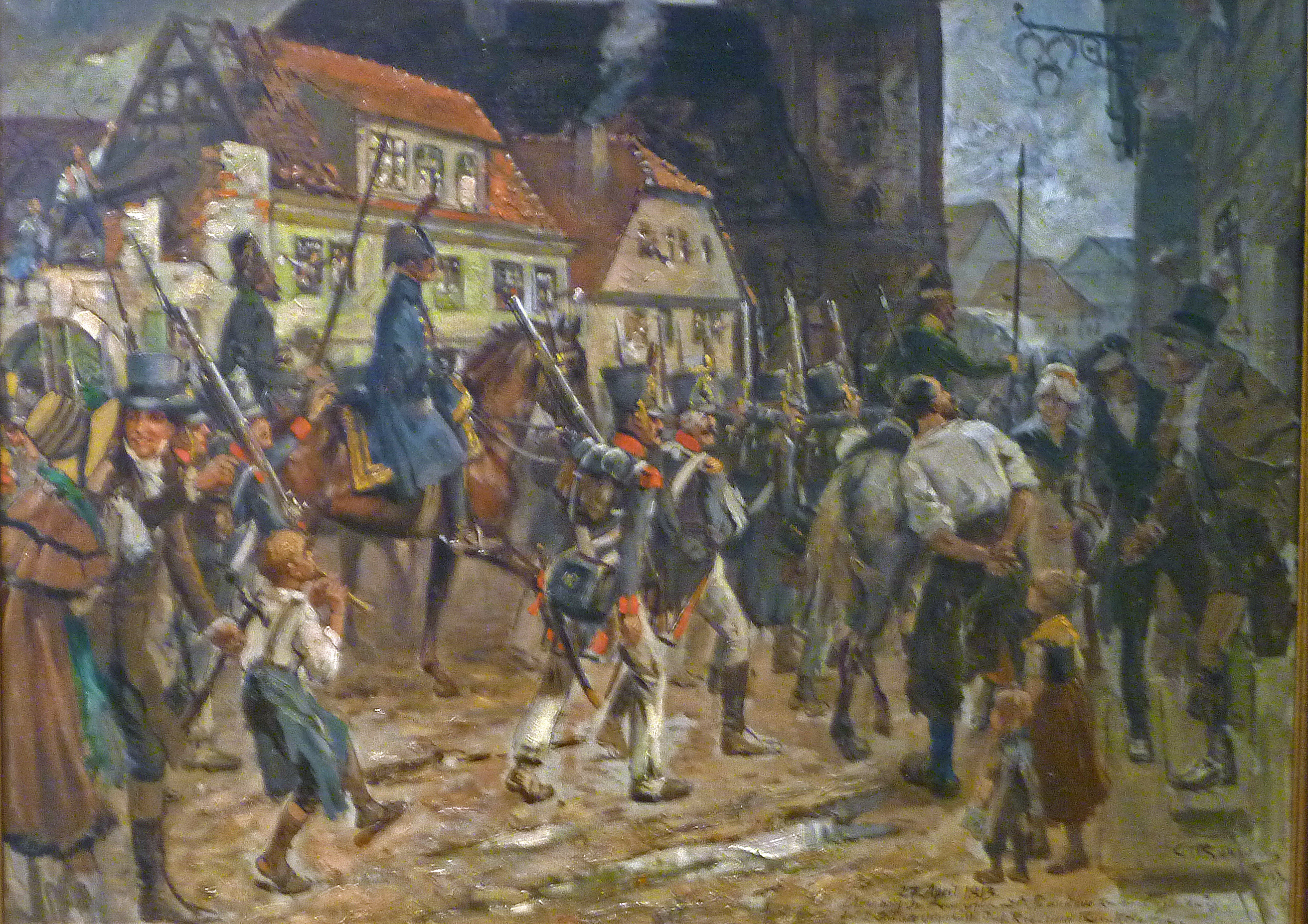
Le truppe francesi evacuano Berlino il 3 marzo 1813 in un quadro di Carl Röhling

La realtà era molto diversa: l'esercito francese di Russia non esisteva più e Murat, scoraggiato e depresso, non era in grado di controllare la situazione con i miseri resti della Grande Armata; inoltre il generale prussiano Ludwig Yorck defezionò con le sue truppe, firmò la famosa convenzione di Tauroggen con i russi e collaborò con l'esercito dello zar. Alessandro I era determinato a continuare la guerra e desiderava ardentemente assumere il ruolo di liberatore dell'Europa dalla tirannia napoleonica; il 23 dicembre 1812 era arrivato a Vilnius e ordinò subito di continuare le operazioni ed entrare in Polonia e Prussia. I russi entrarono a Varsavia il 9 febbraio 1813 e a Poznań il 12 febbraio, senza incontrare grande resistenza, i resti dell'esercito francese, passati al comando del principe Eugenio, ripiegarono dietro la linea del fiume Oder.
La situazione francese divenne ancor più difficile a causa della defezione della Prussia, innescata dall'inattesa decisione del generale Yorck a Tauroggen e conclusa dopo qualche incertezza dal re Federico Guglielmo III che, sotto la pressione delle correnti nazionalistiche tra gli intellettuali e l'esercito, firmò con la Russia il 28 febbraio 1813 il trattato di Kalisz. Alessandro si incontrò con il re di Prussia il 15 marzo e il giorno seguente venne dichiarata formalmente la guerra alla Francia. L'afflusso dell'esercito prussiano in aiuto dei russi fu di grande importanza, e i francesi dovettero evacuare Berlino fin dal 3 marzo, mentre i russo-prussiani entrarono ad Amburgo e Dresda il 18 marzo; il principe Eugenio venne respinto dietro l'Elba e la Saale.

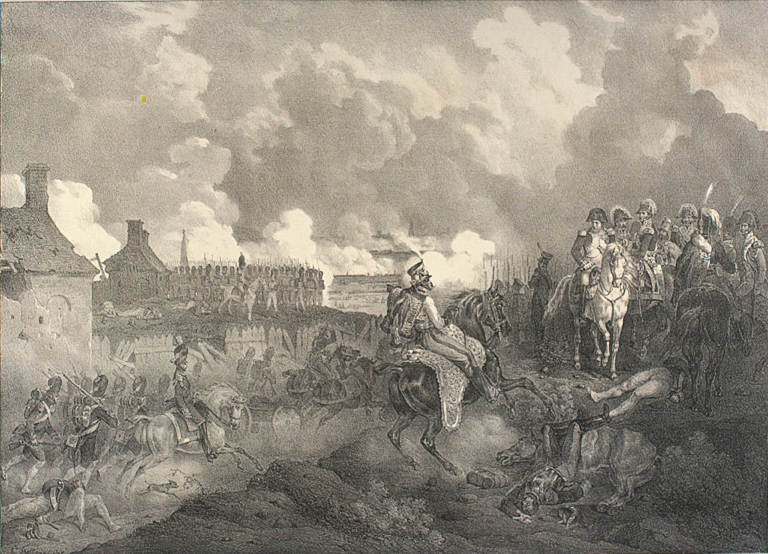
Napoleone alla battaglia di Bautzen

Nonostante il succedersi di notizie disastrose e la costituzione della Sesta coalizione contro di lui, Napoleone non era affatto rassegnato alla sconfitta; al contrario, giunto in Francia aveva dispiegato grande energia per organizzare un nuovo esercito con reclute giovani e alcuni reparti veterani richiamati dalla guerra di Spagna. Il 15 aprile 1813 l'imperatore ripartì da Parigi e raggiunse la sua nuova armata che si raggruppò dietro la Saale con i resti delle forze del principe Eugenio. Napoleone, disponeva di 150000 soldati e al momento aveva la superiorità numerica locale sulle armate russo-prussiane. Le prime battaglie furono favorevoli a Napoleone che manovrò con grande abilità in direzione di Lipsia e sconfisse gli avversari nella battaglia di Lützen il 2 maggio 1813. La vittoria tuttavia non fu decisiva; i russo-prussiani mostrarono notevole combattività e ripiegarono dietro la Sprea infliggendo forti perdite all'inesperto esercito francese.
Napoleone fece un nuovo tentativo di ottenere una vittoria risolutiva il 20-21 maggio 1813 nella battaglia di Bautzen; a causa soprattutto di alcuni errori di esecuzione tattica da parte francese, anche questa nuova manovra non raggiunse i risultati attesi dall'imperatore. I russo-prussiani furono sconfitti, ma evitarono di nuovo la disfatta e ripiegarono ancora verso est, abbandonando Breslavia, e si misero al riparo in Slesia. La posizione strategica dei coalizzati era ancora pericolosa e i francesi mantenevano la superiorità numerica, ma Napoleone preferì rinunciare per il momento a continuare le operazioni e il 25 maggio propose, tramite Armand Augustin Louis de Caulaincourt, un armistizio che venne concluso il 4 giugno a Pleisswitz. L'imperatore riteneva erroneamente di trarre vantaggio dalla pausa delle operazioni; contava di rafforzare notevolmente il suo esercito e di riuscire a impedire l'entrata in guerra dell'Impero austriaco che aveva fino a quel momento tenuto una posizione ambigua; egli sperava anche di aprire trattative separate con la Russia.

### Seconda fase della campagna di Germania
Durante l'armistizio firmato a Pleisswitz il 4 giugno 1813 la situazione francese invece peggiorò in modo decisivo; le nazioni alleate consolidarono la loro unione e la stessa Gran Bretagna intervenne sul continente concludendo trattati di alleanza formali con la Prussia il 14 giugno e con la Russia il 15 giugno; inoltre soprattutto l'Impero austriaco fece finalmente la sua scelta di campo definitiva. Klemens von Metternich, il cancelliere austriaco, cercò ancora di destreggiarsi nel timore di un eccessivo rafforzamento in Europa della Russia di Alessandro I in caso di crollo totale dell'Impero napoleonico; egli quindi concluse il 27 giugno un trattato di alleanza con Prussia e Russia ma con la clausola che sarebbe diventato operante solo in caso di rifiuto di Napoleone della mediazione austriaca per ricercare una pace concordata che mantenesse un equilibrio tra le potenze europee.

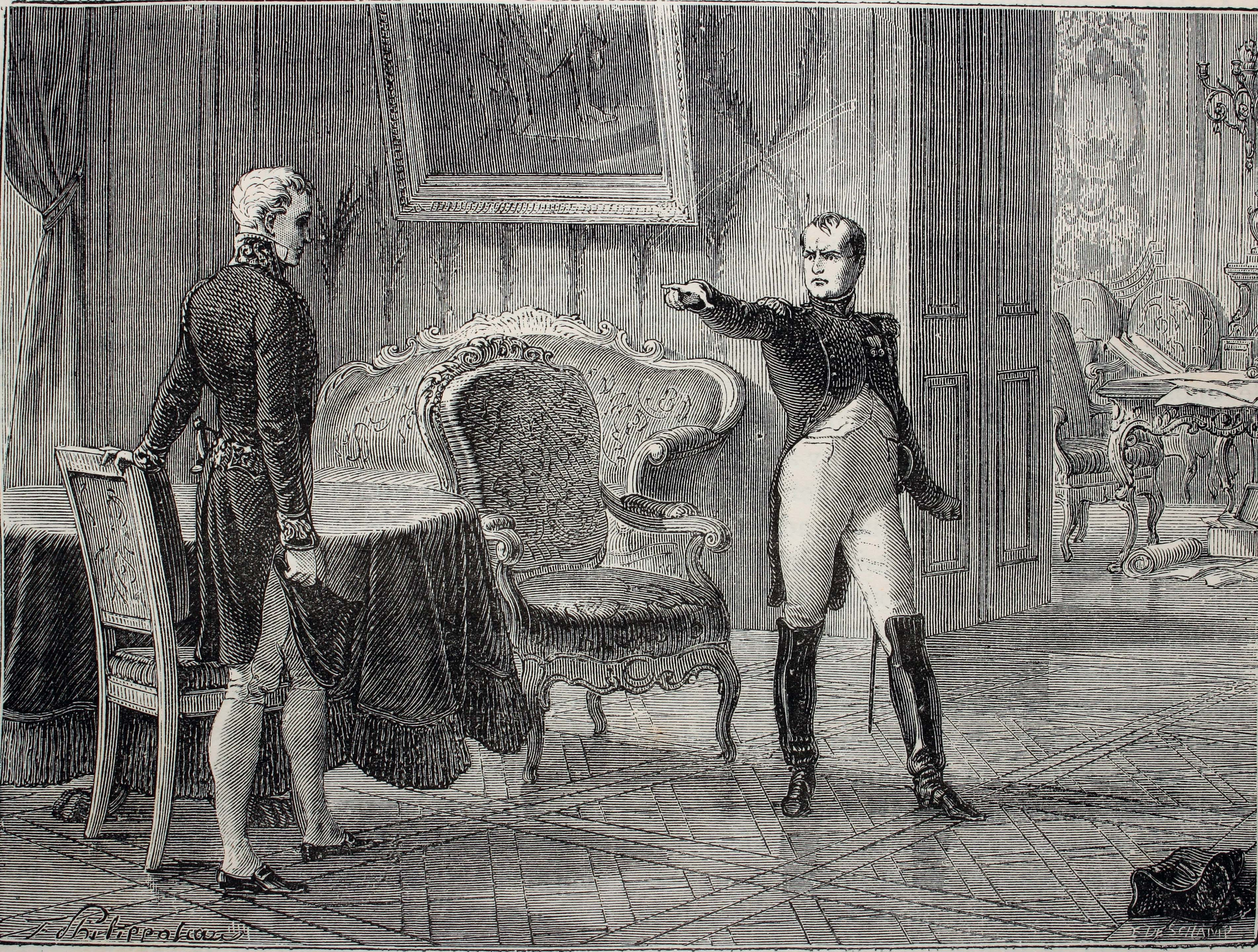
Il celebre e tempestoso incontro tra Metternich e Napoleone a Dresda il 26 giugno 1813

Il 26 giugno Metternich si recò a Dresda per incontrare Napoleone e illustrare la sua proposta di mediazione; fu un incontro burrascoso in cui l'imperatore perse il controllo dei suoi nervi e replicò bruscamente alle parole del cancelliere austriaco che invece si mantenne calmo e ribatté freddamente a Napoleone affermando che in caso di fallimento della mediazione l'Austria sarebbe entrata in guerra a fianco dei coalizzati. Dopo questo violento alterco, nei giorni seguenti Napoleone sembrò più disponibile e accettò di inviare suoi rappresentanti al congresso di Praga che si aprì effettivamente il 12 luglio ma che non condusse ad alcun risultato. I coalizzati si mantennero intransigenti e lo stesso Napoleone preferì guadagnare tempo ma non si dimostrò disposto a cedere. Il 10 agosto, Metternich chiuse il congresso, accusando Napoleone di aver rifiutato le sue condizioni di mediazione e due giorni dopo l'Impero austriaco dichiarò guerra e l'esercito si unì alle armate russo-prussiane, rafforzando in modo decisivo la coalizione.
Il piano alleato di guerra era stato discusso fin dal 12 luglio a Trachenberg, dove lo zar Alessandro aveva riunito gli altri sovrani e i comandanti degli eserciti: in un primo momento si progettò di costituire due masse principali, con a nord le armate di Gebhard Leberecht von Blücher e di Jean-Baptiste Jules Bernadotte, ex maresciallo di Francia e principe di Svezia, e a sud la grande armata combinata guidata dal principe di Schwarzenberg, per sbucare in Sassonia da due direzioni e prendere alle spalle Napoleone. Alla fine fu concordato di organizzare tre armate separate integrando reparti dei quattro eserciti principali dei coalizzati. I coalizzati avevano potenziato enormemente le loro forze durante l'armistizio e potevano mettere in campo in prima linea 512000 soldati: 184000 russi, 160000 prussiani, 127000 austriaci, 23000 svedesi, inoltre erano in preparazioni nuove armate che avrebbero potuto ulteriormente accrescere il loro potenziale bellico. Napoleone aveva rafforzato a sua volta il giovane esercito francese e al momento della ripresa delle ostilità disponeva di 442000 soldati, ma le sue riserve erano molto inferiori a quelle dei suoi nemici.

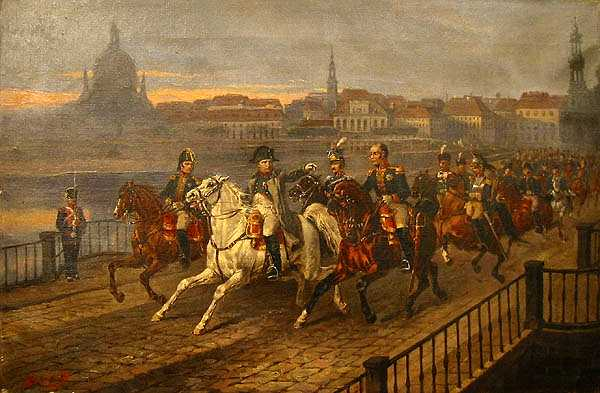
Napoleone alla battaglia di Dresda

La strategia degli alleati prevedeva che l'armata di Boemia del principe Schwarzenberg avrebbe attaccato da sud in direzione di Dresda, lungo la riva sinistra dell'Elba con 127000 austriaci, 82000 russi e 45000 prussiani, mentre l'armata del Nord di Bernadotte, con 73000 prussiani, 29000 russi e 23000 svedesi, avrebbe attaccato da settentrione in direzione di Wittenberg; l'armata di Slesia di Blücher infine, con 66000 russi e 38000 prussiani, avrebbe manovrato per cooperare con le altre due masse a secondo delle circostanze che si sarebbero create sul campo. A Trachenberg inoltre si decise, secondo la proposta di Bernadotte, di evitare di affrontare direttamente Napoleone e al contrario di attaccare i suoi luogotenenti isolatamente, in modo da indebolire progressivamente l'esercito nemico e sfruttare la netta superiorità numerica dei coalizzati. Si trattava in pratica di un ritorno a strategie settecentesche basate su lente campagne manovrate studiate per esaurire progressivamente l'avversario senza rischiare una grande battaglia campale decisiva. Gli alleati in realtà temevano molto le superiori capacità tattiche e strategiche dell'imperatore, che anche dopo la catastrofe in Russia si era dimostrato fino a quel momento praticamente invincibile in campo aperto.
Questa strategia in apparenza antiquata, si concluse con il successo finale degli alleati, grazie soprattutto alla superiorità numerica, ma anche per alcuni errori di Napoleone nella sua concezione strategica generale. La posizione dell'imperatore era indubbiamente difficile di fronte a forze avversarie molto più numerose, ma egli verosimilmente sottovalutò la determinazione dei suoi avversari, in particolare dei prussiani, e non ebbe timore a disperdere le sue forze in uno spazio troppo ampio per coprire tutte le posizioni. Egli inoltre, invece di prendere audacemente l'offensiva, come aveva fatto tante volte in passato, concentrando le sue forze per attaccare uno dei suoi avversari e distruggerlo, preferì mantenere una posizione di attesa per reagire in un secondo momento alle eventuali manovre nemiche. L'imperatore indebolì anche la sua massa di manovra principale, lasciando il maresciallo Louis-Nicolas Davout ad Amburgo con 40000 uomini e inviando a nord, contro l'armata Bernadotte, di cui egli sottovalutava la forza numerica, il maresciallo Nicolas Oudinot con altri 70000 uomini.

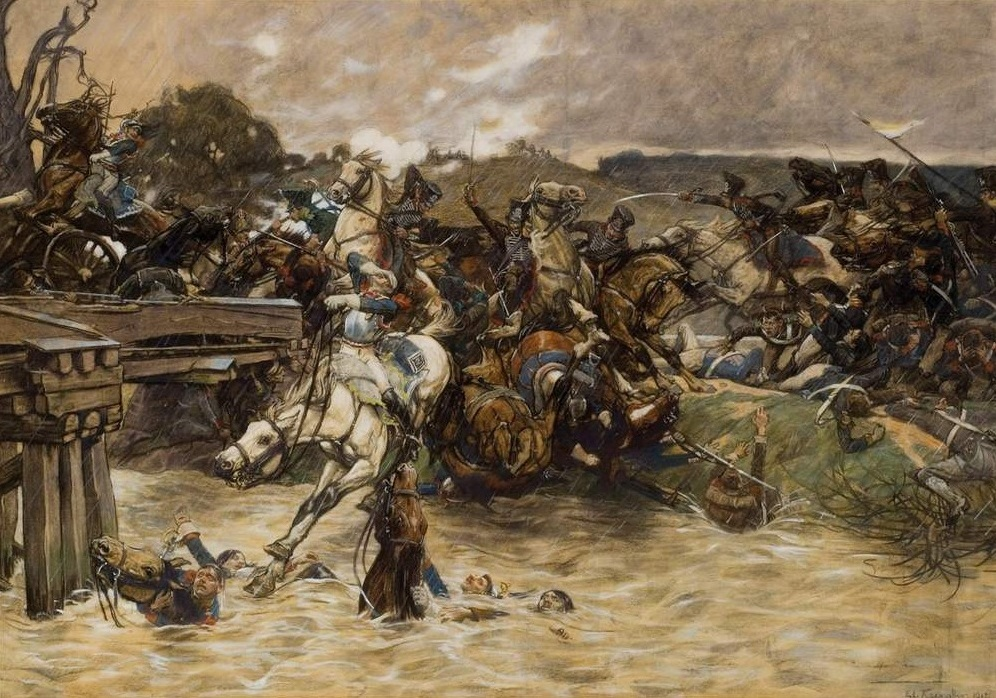
Una fase drammatica della battaglia del Katzbach: corazzieri francesi sono sospinti nel fiume Katzbach dagli ussari prussiani in un quadro di Eduard Kaempffer

La prima offensiva dei coalizzati tuttavia non ebbe successo: Napoleone, manovrando abilmente dalla sua posizione centrale, fece retrocedere l'armata di Blücher che si era avvicinata alla linea del fiume Elba, e concentrò rapidamente le sue forze principali intorno a Dresda per contrastare l'armata principale nemica del principe Schwarzenberg che era avanzata da sud attraverso i valichi della Boemia. La battaglia di Dresda si concluse il 27 agosto 1813, dopo due giorni di aspri combattimenti, con una netta vittoria di Napoleone: i coalizzati furono battuti su tutta la linea e ripiegarono disordinatamente verso sud dopo aver subito pesanti perdite.
Dopo la vittoria di Dresda, Napoleone però non mostrò la consueta energia; in non buone condizioni di salute, dovette rinunciare a organizzare personalmente l'inseguimento dell'armata dei coalizzati che stava ripiegando lungo le pericolose e disagevoli strade che attraversavano i monti Metalliferi della Boemia e sembrava in grave pericolo di completa distruzione. Al contrario invece entro pochi giorni, la situazione strategica ebbe una svolta sfavorevole ai francesi: il generale Dominique Vandamme che si era spinto audacemente verso Teplitz per tagliare la strada all'armata dei coalizzati, si trovò improvvisamente attaccato da forze preponderanti russe e prussiane; accerchiato, venne costretto alla resa nella battaglia di Kulm.

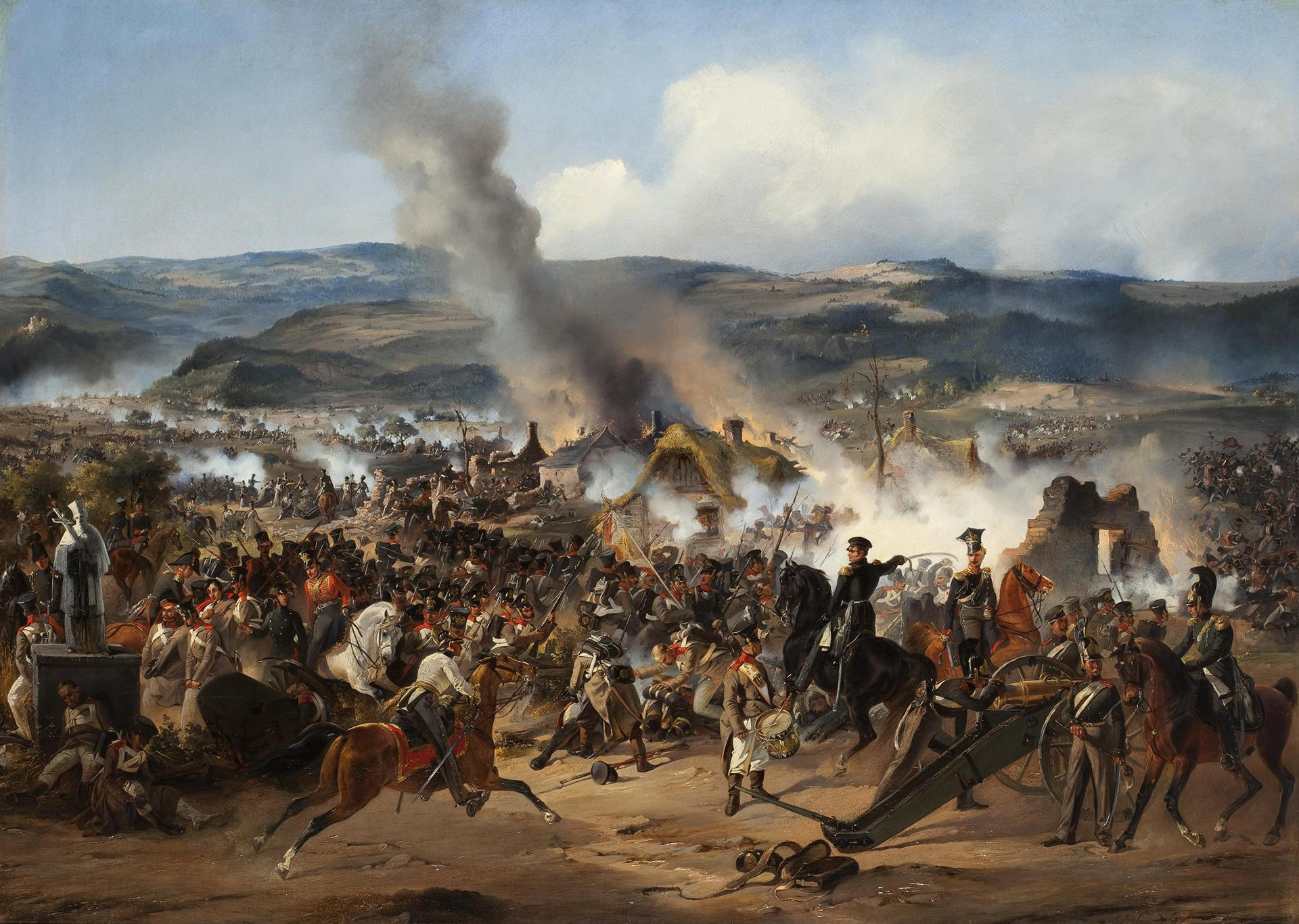
La battaglia di Kulm del 29-30 agosto 1813

Contemporaneamente anche gli altri luogotenenti di Napoleone erano in forte difficoltà; il maresciallo Étienne MacDonald che era stato lasciato da Napoleone a fronteggiare l'armata di Blücher con 75000 uomini era passato all'offensiva il 26 agosto, ma, attaccato durante la manovra dai prussiani e dai russi, subì una pesante sconfitta nella battaglia del Katzbach e ripiegò dietro il Bóbr dop aver perso 20000 uomini e 100 cannoni. Fin dal 23 agosto 1813 era terminata con un fallimento anche l'offensiva del maresciallo Oudinot a nord dell'Elba in direzione di Berlino; nonostante la prudenza di Bernadotte che inizialmente avrebbe voluto ripiegare, il generale prussiano Friedrich Wilhelm von Bülow affrontò il combattimento e nella Battaglia di Großbeeren, i coalizzati respinsero i francesi a sud del fiume.
Dopo questa disastrosa serie di sconfitte dei suoi luogotenenti che vanificavano la grande vittoria di Dresda, Napoleone cercò ancora di controllare la situazione nonostante l'indebolimento delle sue forze a causa delle perdite subite, della disorganizzazione logistica e della scarsa resistenza fisica e morale delle giovani reclute che costituivano gran parte del suo esercito. L'imperatore inviò il maresciallo Michel Ney a nord per assumere il comando al posto del maresciallo Oudinot e ritentare l'offensiva su Berlino, mentre egli con il grosso prima marciò contro Blücher per supportare il maresciallo MacDonald, ma il generale prussiano evitò la battaglia e ripiegò verso est, quindi l'imperatore cercò di agganciare l'armata di Boemia che era ritornata all'offensiva dopo la vittoria di Kulm. Ancora una volta Napoleone non poté combattere la battaglia decisiva e l'armata del principe Schwarzenberg, seguendo la strategia concordata a Trachenberg, si ritirò temporaneamente verso sud.
Il 6 settembre 1813 anche il maresciallo Ney venne sconfitto a nord dell'Elba nella battaglia di Dennewitz e ritornò a sud del fiume; Napoleone dopo aver visto ripiegare l'armata di Boemia, fece un ultimo tentativo di attaccare l'armata di Blücher, ma anche questa volta non ebbe successo e a questo punto l'imperatore decise di evitare le inutili marce forzate che esaurivano i suoi soldati senza alcun risultato. Egli quindi abbandonò la Lusazia, ripiegò dietro l'Elba e cercò di concentrare meglio le sue forze che dopo l'ultima serie di battaglia e offensive erano fortemente ridotte di numero.

### Concentramento intorno a Lipsia
Alla fine di settembre Napoleone rientrò a Dresda dove già si trovavano la cavalleria del generale Horace Sébastiani, il V Corpo d'armata del generale Jacques Alexandre Law de Lauriston e l'XI Corpo del maresciallo MacDonald; l'imperatore manteneva uno schieramento articolato per individuare rapidamente i movimenti del nemico e coprire tutte le posizioni strategiche. A sud di Dresda, il maresciallo Laurent de Gouvion-Saint-Cyr copriva gli accessi dalla Boemia con il I e il XIV Corpo, a Freiberg si trovava il II Corpo del maresciallo Claude Victor, supportato dal VIII Corpo polacco del principe Jozef Poniatowski e dalla cavalleria del generale François Étienne Kellermann. A nord, il maresciallo Ney copriva la linea del fiume Elba con il IV Corpo del generale Henri Gatien Bertrand e il VII Corpo del generale Jean Reynier; a nord-ovest di Dresda, a Meißen, erano concentrati il VI Corpo del maresciallo Auguste Marmont, il III Corpo del generale Joseph Souham e la cavalleria di La Tour-Maubourg che avrebbero eventualmente potuto rinforzare il maresciallo Ney sull'Elba. L'imperatore disponeva ancora di circa 220000 soldati, mentre i coalizzati avevano in prima linea almeno 320000 uomini che salivano con le riserve a quasi 600000.

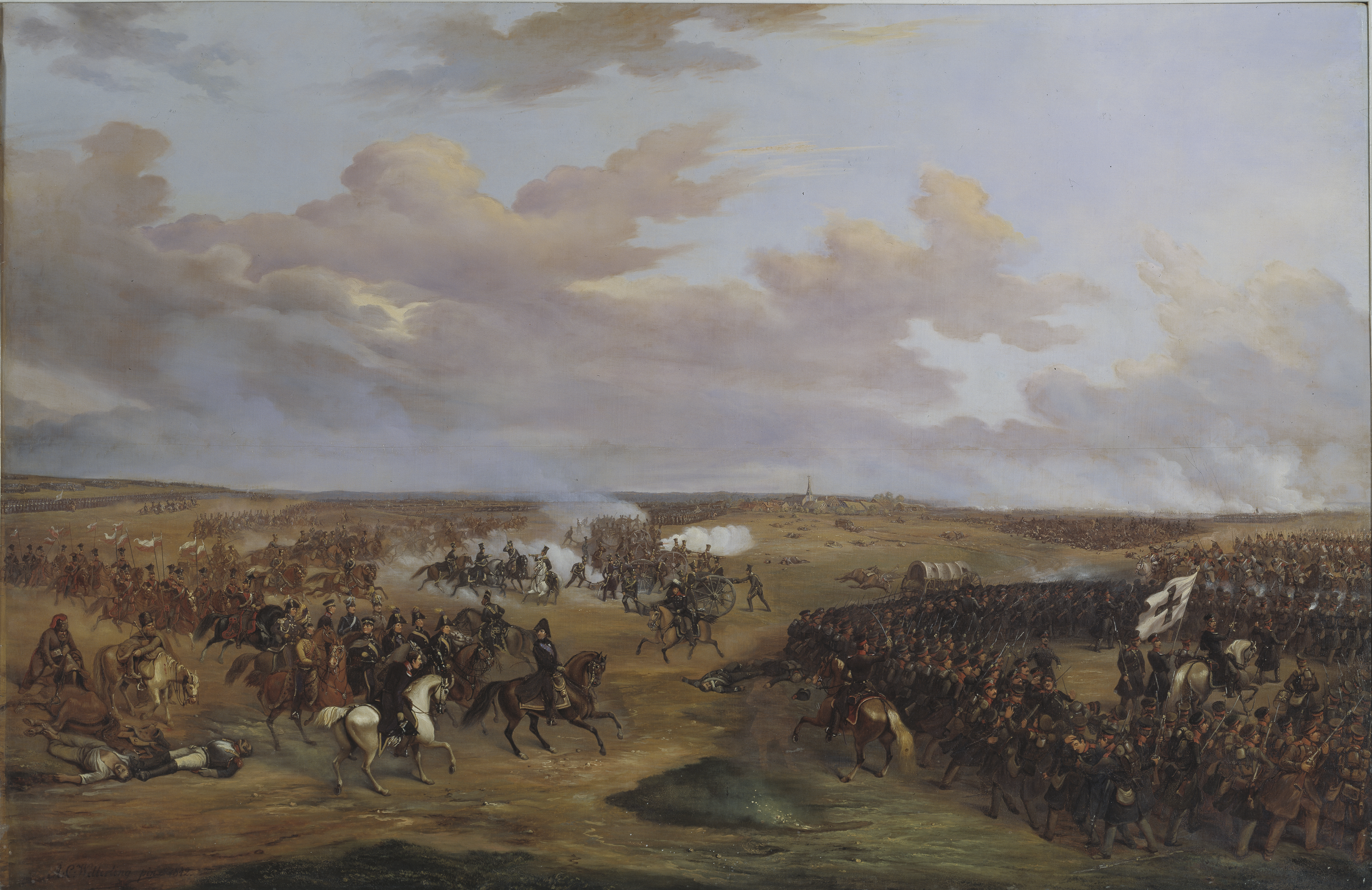
La battaglia di Dennewitz

Dopo la serie di vittorie contro i luogotenenti di Napoleone, i coalizzati ritenevano di essere in posizione strategica favorevole e di potere ottenere, grazie anche alla netta superiorità numerica, una grande vittoria finale decisiva contro l'imperatore. In un primo momento i generali alleati progettarono di attendere l'arrivo dell'armata di riserva russa del generale Levin August von Bennigsen che era in marcia attraverso la Polonia con 50000 soldati; queste forze avrebbero preso il posto sulla linea dell'Elba dell'armata russo-prussiana del maresciallo Blücher che sarebbe scesa a sud e si sarebbe congiunta con l'armata principale austro-russo-prussiana guidata dal principe Schwarzenberg, mentre Bernadotte avrebbe marciato da nord con la sua armata russo-prussiano-svedese. Il 12 settembre tuttavia il generale August Neidhardt von Gneisenau, capo di stato maggiore dell'armata di Slesia di Blücher, presentò un nuovo piano che cambiò completamente le cose; i capi prussiani non avevano molta fiducia nella determinazione e nella volontà combattiva di Bernadotte, essi ritenevano che il principe di Svezia, lasciato solo a nord mentre Blücher si congiungeva con Schwarzenberg, non avrebbe osato avanzare contro Napoleone e con ogni probabilità sarebbe rimasto fermo al riparo dietro l'Elba. Gneisenau e Blücher proponevano quindi di effettuare la concentrazione offensiva a nord, congiungendo l'armata russo-prussiana di Blücher con l'armata di Bernadotte, costituendo in totale una forza di circa 130000 soldati. Stimolato dall'aggressività dei capi e delle truppe prussiane, il principe di Svezia avrebbe dovuto necessariamente prendere parte all'offensiva a nord di Lipsia, mentre l'armata di Schwarzemberg, con altri 200000 uomini, avrebbe marciato a sud della città e avrebbe attirato il grosso dei francesi. Il generale Josef Radetzky, capo di stato maggiore del principe Schwarzenberg, il 14 settembre concordò completamente con il piano del generale Gneisenau.
L'offensiva dei coalizzati ebbe inizio a sud il 26 settembre: l'armata di Boemia del principe Schwarzenberg, dove si trovavano anche lo zar, l'imperatore d'Austria e il re di Prussia, riprese ad avanzare verso nord e sbucò in grandi colonne da Commotau verso Chemnitz e da Carlsbad verso Zwickau. Napoleone assegnò a Gioacchino Murat il compito di controllare la marcia di questo esercito con il V corpo di Lauriston, l'VIII di Poniatowski, il II di Victor e due corpi di cavalleria; il re di Napoli prese posizione a Frohburg per coprire le vie d'accesso a Lipsia. Il pericolo maggiore per i francesi tuttavia si trovava a nord dove sia Bernadotte sia Blücher stavano manovrando per superare la linea dell'Elba. Mentre Bernadotte avanzava con la consueta prudenza e attraversava il fiume a Rosslau solo il 4 ottobre, Blücher mascherò con abilità il movimento del corpo d'armata del generale Ludwig Yorck su Wartenburg; il 3 ottobre 1813 i prussiani arrivarono di sorpresa al fiume e attraversarono l'Elba in massa respingendo il IV corpo di Bertrand e costituendo una grande testa di ponte; in questo modo l'armata di Slesia e l'armata del Nord si trovavano ora a sud dell'Elba ma erano ancora separate dal corso del fiume Mulde che confluiva nell'Elba a est di Rosslau.

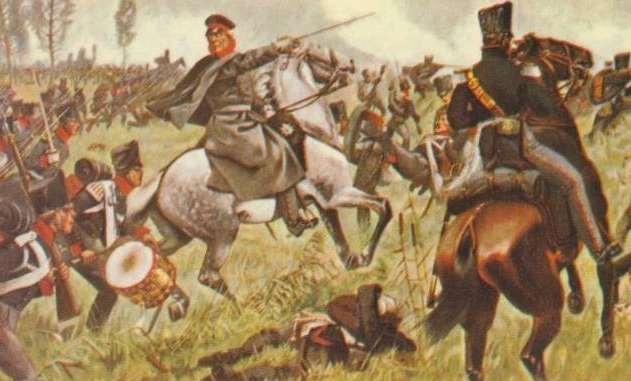
I prussiani alla battaglia di Wartenburg

Napoleone venne colto di sorpresa dal movimento di Blücher su Wartenburg; informato la notte del 4-5 ottobre, egli decise di anticipare la congiunzione di Bernadotte e Blücher e di marciare a tappe forzate contro l'armata di Slesia, concentrando, oltre ai corpi del maresciallo Ney, il VI, l'XI, il III corpo, la Guardia imperiale e due corpi di cavalleria. L'imperatore raggiunse con il quartier generale Düben il 10 ottobre, mentre le sue forze arrivavano in più punti sulla linea dell'Elba ma senza agganciare l'armata russo-prussiana; Blücher, appresa la notizia dell'avvicinamento di Napoleone, aveva proseguito infatti verso ovest e, nonostante qualche perdita, riuscì a evitare la battaglia e a riparare dietro la Saale attraversando a Halle il 12 ottobre; egli inoltre riuscì a convincere anche Bernadotte a non ripiegare a nord dell'Elba e a unirsi a lui dietro la Saale da dove sarebbe stato possibile scendere verso Lipsia. In realtà permaneva forte tensione tra Bernadotte e Blücher; il principe di Svezia continuò a ipotizzare un ripiegamento e solo dopo le insistenze di Carlo Andrea Pozzo di Borgo e del britannico Charles Stewart rimase a sud dell'Elba e si avviò verso Halle, nelle retrovie dell'armata di Slesia; il 15 ottobre fermò di nuovo la sua marcia e quindi non prese parte al primo giorno della battaglia a Lipsia.
Napoleone, deluso dal fallimento anche della sua ultima manovra, sembra che abbia ipotizzato di cambiare completamente la sua strategia e di trasferire la massa del suo esercito a nord dell'Elba per marciare su Berlino, abbandonando Dresda e Lipsia, ma le difficoltà logistiche di una simile offensiva e le proteste dei suoi luogotenenti, desiderosi di rimanere in collegamento con la Francia, lo convinsero a rinunciare al suo piano. La decisione strategica definitiva dell'imperatore venne influenzata dalle notizie che ricevette da Murat, impegnato a sud di Lipsia contro l'armata di Boemia. Il re di Napoli aveva condotto con abilità una ritirata manovrata con forze inferiori contro la grande armata del principe Schwarzenberg; il 10 ottobre aveva contrattaccato le truppe russe del generale Peter Wittgenstein respingendole da Borna; i coalizzati, aveva scritto Murat a Napoleone nella mattinata dell'11 ottobre, sembravano in ritirata e non molto aggressivi. Alle ore 10 del 12 ottobre la situazione cambiò completamente; Napoleone ricevette una seconda lettera da Murat, scritta nel pomeriggio del 11 ottobre, in cui il re di Napoli riferiva che l'armata di Boemia aveva ripreso l'offensiva in forze su tutta la linea verso Lipsia e che egli era costretto a battere in ritirata per schierarsi a sud della città e guadagnare tempo. L'imperatore inoltre venne anche a sapere che Blücher era al riparo dietro la Saale e marciava da Halle verso Lipsia da nord.
Napoleone quindi ritenne che Murat non fosse in grado di trattenere a lungo Schwarzenberg e che non fosse agevole sconfiggere rapidamente le armate di Blücher e Bernadotte; l'imperatore considerò essenziale impedire la riunione di tutte la armate alleate attorno a Lipsia e considerò ancora possibile marciare rapidamente con la maggior parte delle sue forze verso sud per infliggere una sconfitta decisiva all'armata di Boemia prima dell'arrivo dell'armata di Slesia e dell'armata del Nord. Napoleone in realtà sulla base delle ultime notizie ricevute dalle sue unità d'esplorazione riteneva erroneamente che Bernadotte fosse tornato a nord dell'Elba e quindi non fosse in grado di intervenire a Lipsia. L'imperatore diramò i suoi ordini di concentramento generale a Lipsia tra le 10 e le 12 del 12 ottobre 1813.

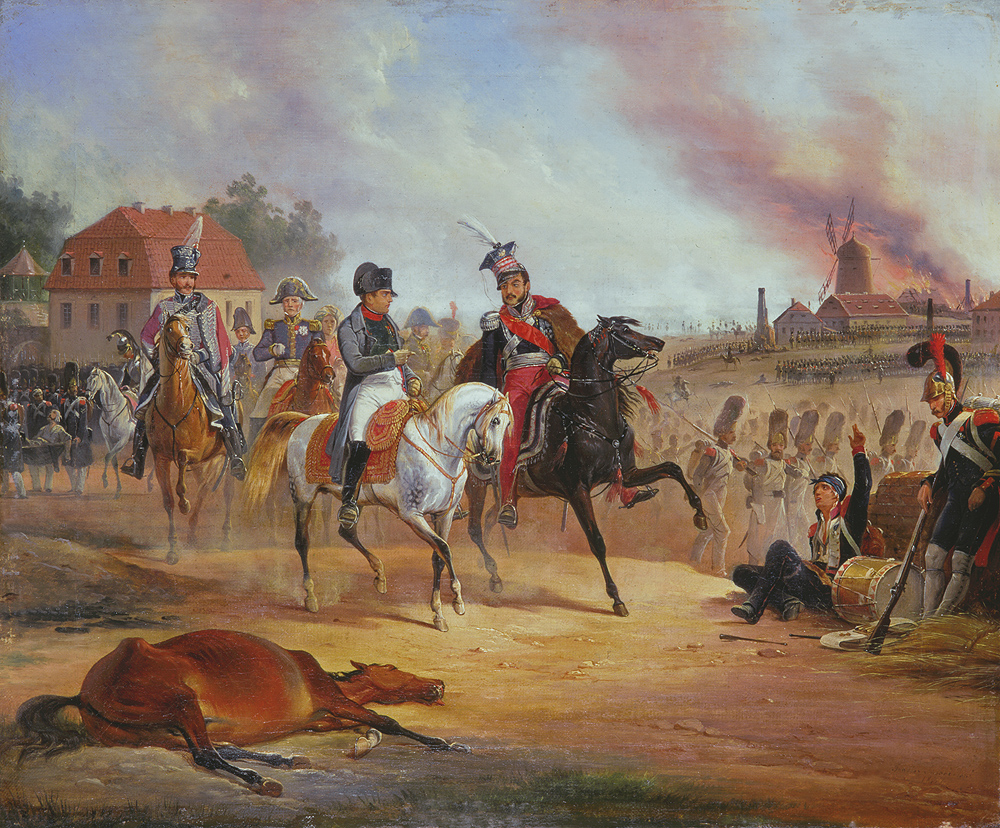
Napoleone insieme al principe polacco Jozef Poniatowski alla battaglia di Lipsia

Napoleone era consapevole che, come scrisse al maresciallo Ney il 13 ottobre, "ci sarà indubbiamente una grande battaglia a Lipsia"; egli sperava di raggruppare intorno a Lipsia entro il 15 ottobre almeno 160000 soldati; le forze di Murat sembravano in grado di resistere almeno per altri due o tre giorni, e nel frattempo sarebbero progressivamente arrivati il VI corpo di Marmont partito da Delitzsch, il IX corpo del maresciallo Pierre François Charles Augereau in avvicinamento da occidente, la Guardia imperiale e la cavalleria di Latour-Maubourg in marcia da Düben. Il 14 o il 15 sarebbero giunti, secondo i piani dell'imperatore, anche l'XI corpo di MacDonald e il IV corpo di Bertrand che avrebbero dovuto marciare da Wittenberg; il VII corpo di Reynier, la cavalleria di Sebastiani e la divisione del generale polacco Jan Henryk Dąbrowski avrebbero dovuto completare il rastrellamento della linea dell'Elba tra Barby e Rosslau, mentre il maresciallo Ney con il III corpo avrebbe distrutto i ponti della Mulda di Dessau; quindi anche questi corpi sarebbero ridiscesi verso Lipsia, incrementando le forze francesi entro il 16 o 17 ottobre, fino a 200000 soldati. Dopo aver controllato da Düben i movimenti iniziali delle sue forze, Napoleone il mattino del 14 ottobre 1813 partì verso Lipsia con il suo quartier generale; alcune nuove notizie che facevano ritenere possibile che l'armata di Bernadotte non si trovasse a nord dell'Elba, ma al riparo dietro la Saale e quindi in grado di marciare su Lipsia, indussero l'imperatore a ordinare a tutti i suoi luogotenenti, e in particolare a Ney, Reynier e Sebastiani, di affrettare i movimenti di concentramento. Egli tuttavia non seppe risolversi a evacuare Dresda dove quindi rimase il maresciallo Gouvion-Saint-Cyr con due corpi d'armata di circa 30000 uomini, né a richiamare da Amburgo il maresciallo Davout con i suoi 40000 soldati.
L'imperatore arrivò a Reudnitz, un sobborgo di Lipsia, nel tardo pomeriggio del 14 ottobre 1813; la situazione strategica dei francesi non era facile; sembrava possibile un attacco dei coalizzati da settentrione, da meridione, da est e forse anche da ovest. Napoleone tuttavia non disperava affatto: egli aveva piena fiducia nelle sue giovani truppe che gli apparivano entusiaste e combattive, e si riteneva in grado di sconfiggere in successione, uno dopo l'altro, tutti gli eserciti coalizzati. L'imperatore non temeva una sconfitta contro truppe e generali che aveva battuto tante volte e che considerava assolutamente inferiori; egli non sembrò scosso neppure dall'arrivo della notizia dell'entrata a Kassel dei cosacchi russi e della defezione della Baviera che avrebbe potuto mettere in pericolo le comunicazioni del suo esercito con la Francia.
Napoleone mostrava esteriormente grande risolutezza e assoluta fiducia nella vittoria, ma evidentemente non era privo di preoccupazioni e di cattivi presentimenti; nella serata del 14 ottobre 1813, durante un ultimo colloquio con i suoi principali luogotenenti, tra cui i marescialli Louis Alexandre Berthier, Marmont, Augereau e Murat, egli, oltre a dare alcune disposizioni tattiche sullo schieramento della fanteria su due file, cercò di spronare tutti a dar prova di determinazione e tenacia ma lamentò la loro scarsa lealtà, il loro pessimismo, la loro stanchezza di guerre e battaglie.

## La battaglia

### Movimenti finali

Carta delle operazioni del 16 ottobre 1813

Mentre Napoleone accelerava i movimenti finali dei suoi corpi d'armata per concentrare il più rapidamente possibile il massimo di forze per schiacciare separatamente i suoi numerosi avversari, nel campo dei coalizzati anche negli ultimi giorni prima della battaglia decisiva non erano mancati contrasti e incomprensioni; in particolare tra Bernadotte, prudente e pessimista, e Blücher, aggressivo e determinato a combattere, il conflitto era stato particolarmente acceso. Bernadotte era riuscito a imporre la sua strategia di movimento protettivo dietro la Saale e aveva anche schierato la sua armata in attesa dietro l'armata di Slesia. Blücher da parte sua era riuscito a evitare una ritirata dietro l'Elba e aveva manovrato autonomamente verso sud da Halle in direzione di Lipsia. Il 15 ottobre 1813, l'armata di Slesia di Blücher si trovava a circa 20 chilometri a nord di Lipsia: il generale prussiano era intenzionato ad avanzare nella pianura verso sud dove aveva individuato grandi masse di fanteria francese; Blücher aveva sollecitato Bernadotte a seguirlo con tutte le sue forze, egli inoltre aveva cercato di mettersi in contatto con il principe Schwarzenberg per comunicare la sua posizione e le sue intenzioni operative.
Nel frattempo l'armata di Boemia guidata dal principe Schwarzenberg con la presenza dei tre regnanti di Russia, Austria e Prussia, stava energicamente avanzando da sud e premeva sulle forze di Murat per cooperare con le altre armate dei coalizzati che marciavano da nord e impedire a Napoleone di trasferire il teatro di operazioni a nord dell'Elba. I capi alleati sembravano assolutamente decisi a impegnare una grande battaglia campale e combattere con la massima decisione e tenacia; il 14 ottobre le prime colonne arrivarono tra i villaggi di Liebertwolkwitz e Wachau. Murat aveva ricevuto l'ordine da Napoleone di rallentare l'avanzata alleata e guadagnare tempo; egli quindi schierò le sue truppe e la sua cavalleria tra il terreno ondulato dove alle ore 10 del 14 ottobre iniziarono a sbucare i reparti del generale russo Peter Wittgenstein. La battaglia di Liebertwolkwitz continuò a fasi alterne per tutta la giornata del 14 ottobre 1813: gli austriaci del generale Johann von Klenau non riuscirono a conquistare il villaggio e un contrattacco francese in serata sgominò i reparti entrati nell'abitato. Nella pianura si succedettero grandi cariche di cavalleria dove si distinsero i corazzieri prussiani e i dragoni francesi veterani della guerra di Spagna. Murat rischiò per due volte di cadere prigioniero e le sue formazioni di cavalleria più esperte subirono forti perdite ma alla fine della giornata i francesi mantenevano il controllo di tutte le posizioni dominanti e i coalizzati dovettero arrestare i loro attacchi dopo aver subito 2200 perdite.
Nel primo mattino del 15 ottobre 1813 Napoleone diede inizio all'esplorazione personale del campo di battaglia e dello schieramento del nemico; l'imperatore insieme ai suoi collaboratori del quartier generale si recò inizialmente a sud per controllare le posizioni mantenute da Murat e l'estensione dell'armata nemica che sembrava più vicina e aggressiva. Egli riteneva fondamentale riconoscere accuratamente il terreno e formulare un piano d'attacco per affrettare la battaglia prima del possibile arrivo degli altri eserciti nemici.

### Il campo di battaglia e i piani
Il vasto campo di battaglia dove si svolse nell'arco di quattro giorni la battaglia di Lipsia può essere schematicamente suddiviso in tre parti distinte; il settore settentrionale dove si dirigeva l'armata di Slesia, seguita dietro dall'armata del Nord, era attraversato da est a ovest dal fiume Parthe che copriva gli accessi a nord della città; lungo questo corso d'acqua si trovavano i villaggi di Möckern, Eutritzsch e Schönefeld che avrebbero potuto costituire importanti capisaldi difensivi. La via d'accesso diretto a Lipsia attraverso la Halle Tor ("porta di Halle") era sbarrato dalla confluenza del Parthe nel fiume Pleisse. Il secondo settore del campo di battaglia si trovava a ovest di Lipsia; si trattava di un terreno paludoso e irregolare solcato da numerosi corsi d'acqua affluenti della Pleisse e dell'Elster che scorrevano paralleli per un tratto prima di confluire a ovest della città. In questa zona a causa delle difficile transitabilità del terreno, ulteriormente peggiorata dalle recenti piogge, lo spostamento e lo schieramento di grandi masse di fanteria e cavalleria risultava particolarmente disagevole.

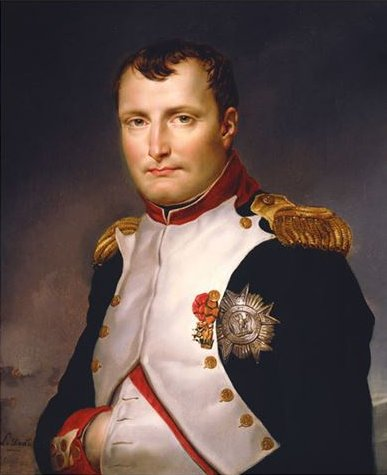
Napoleone Bonaparte, l'imperatore dei francesi e il comandante in capo dell'armata di Germania

Il settore meridionale e orientale del campo di battaglia di Lipsia era il più importante e presentava caratteristiche molto diverse; si trattava di una grande distesa pianeggiante solcata a metà per quasi tutta la sua estensione dalla dorsale di circa cinque chilometri e mezzo compresa tra la cittadina di Markkleeberg, sulla Pleisse a ovest, Wachau al centro e Liebertwollkwitz a est. Nel primo giorno della battaglia gli scontri si estesero anche a est di Liebertwollkwitz fino a Seifertshain. La dorsale era in possesso dei francesi e permetteva di dominare con il fuoco di grandi masse di artiglieria la pianura sottostante. Il terreno era particolarmente scoperto, pianeggiante e arido soprattutto nel settore compreso tra i villaggi di Liebertwollkwitz, Wachau e Güldengossa. Il campo di battaglia di Lipsia in pratica forniva importanti vantaggi tattici a Napoleone; nel settore meridionale il possesso della dorsale centrale avrebbe permesso ai francesi di respingere agevolmente gli attacchi allo scoperto del nemico e avrebbe potuto anche costituire un punto di partenza per un contrattacco generale. Il terreno occidentale oltre la Pleisse, irregolare e paludoso, non favoriva la concentrazioni di grandi forze e permetteva una facile azione difensiva da parte francese; infine il terreno a est del Pleisse era disseminato di villaggi con abitazioni solide che si prestavano alla difesa; anche i sobborghi di Lipsia, le mura e le porte della grande città potevano costituire un ultimo sbarramento difensivo.
Le principali difficoltà per Napoleone e per l'esercito francese potevano discendere dall'ampiezza del terreno scoperto che si estendeva a est del fiume Pleisse che avrebbe potuto consentire lo spiegamento dell'intero esercito dei coalizzati e lo sfruttamento della superiorità numerica; inoltre una eventuale manovra di ritirata avrebbe presentato notevoli difficoltà a causa della necessità di attraversare l'area fortemente urbanizzata di Lipsia per poi attraversare l'unico ponte sull'Elster disponibile prima di proseguire sulla strada sopraelevata che superava le paludi e giungeva a Lindenau. Quest'ultima cittadina avrebbe dovuto essere difesa a tutti i costi per mantenere una via d'uscita verso il Reno. Napoleone tuttavia non aveva affatto intenzione di combattere una battaglia difensiva ma al contrario era deciso a passare all'attacco nel settore meridionale per distruggere l'armata di Boemia del principe Schwarzenberg, tenendo a bada contemporaneamente gli altri eserciti coalizzati che si fossero eventualmente presentati.
L'imperatore trascorse la mattina del 15 ottobre esaminando il campo di battaglia e dando disposizione sullo schieramento delle sue forze già presenti sul posto e in afflusso; Napoleone riteneva essenziale tenere separati gli eserciti di Blücher e Bernadotte a nord da quello di Schwarzenberg a sud. Nel settore meridionale Murat aveva schierato dal giorno precedente l'VIII corpo di Poniatowski a Markkleeberg, il II corpo di Victor a Wachau e il V di Lauriston a Liebertwollkwitz, rinforzati dal corpo di cavalleria polacco e dal corpo di cavalleria veterana della Spagna di Pajol. Napoleone rinforzò lo schieramento di Murat inserendo il IX corpo di Augereau vicino Markkleeberg a copertura, insieme alla divisione Lefol, della linea dell'Elster e del ponte di Dölitz, a Wachau posizionò la Guardia imperiale e il corpo di cavalleria di Latour-Maubourg, a sinistra di Liebertwollkwitz l'XI corpo di MacDonald e la cavalleria di Sebastiani. In questo modo l'imperatore avrebbe schierato circa 115000 soldati a sud, ma egli contava di avere a disposizione anche nel corso della giornata del 16 ottobre una parte delle forze del maresciallo Ney per rinforzare in modo decisivo l'ala sinistra del suo schieramento meridionale che avrebbe dovuto aggirare l'ala destra dell'armata di Boemia e respingere in rotta le forze del principe Schwarzenberg contro la Pleisse.

Il principe Karl Philipp Schwarzenberg, capo dell'armata di Boemia e comandante in capo nominale dei coalizzati a Lipsia

Napoleone, dopo aver completato l'esplorazione del settore meridionale, si trasferì a nord e controllò le posizioni a copertura di Lipsia dietro il fiume Parthe che sembravano solide e ben difese dal maresciallo Marmont con il VI corpo d'armata; l'imperatore approvò le disposizioni difensive del maresciallo che controllavano i movimenti dell'armata russo-prussiana di Blücher e decise di far affluire le forze del maresciallo Ney, i corpi di Reynier, Bertrand, Souham e Dabrowski, che erano ancora in movimento dalla linea dell'Elba, nel terreno compreso tra la destra di Marmont e la sinistra di Murat. Napoleone infine si preoccupò di organizzare la difesa diretta di Lipsia e di coprire soprattutto la grande strada verso ovest per il Reno attraverso Lindenau; in questo ultimo settore l'imperatore schierò inizialmente la divisione Margaron a cui aggiunse il IV corpo di Bertrand che, dopo essere affluito da nord, avrebbe proseguito verso Lipsia e Lindenau dove avrebbe potuto supportare Margaron o all'occorrenza anche aiutare Marmont. Napoleone era consapevole che era necessario affrettare la battaglia per anticipare l'arrivo delle forze al completo dei coalizzati, entro il 16 ottobre egli sperava di schierare 115000 soldati a sud, 20000 di Marmont a nord, 20000 di Bertrand e 10000 di Margaron a ovest; l'imperatore soprattutto sperava che Ney che era in avvicinamento con 35000 soldati dei corpi di Souham, Dabrowski e Reynier, avrebbe potuto rinforzare con almeno una parte delle sue truppe il VI corpo di Marmont e soprattutto lo schieramento meridionale francese a sinistra di MacDonald.

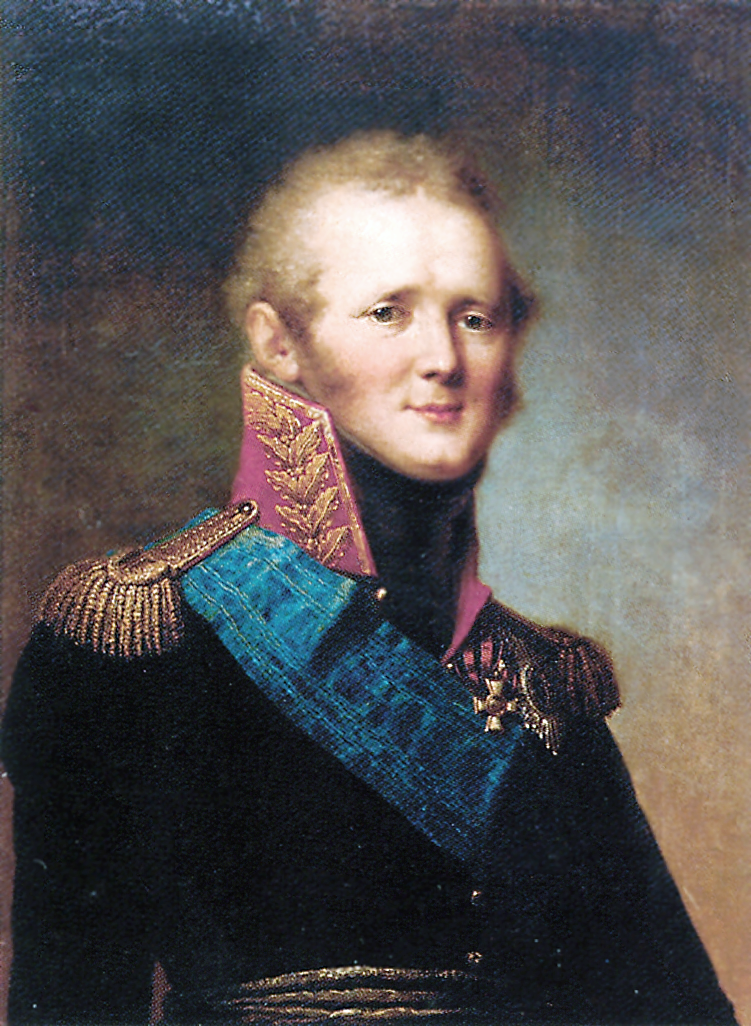
Lo zar Alessandro I di Russia era la massima autorità politica della coalizione e, dopo la campagna di Russia, il principale nemico di Napoleone

Nonostante la loro netta e crescente superiorità numerica, i coalizzati sembravano favorire i piani di Napoleone; le disposizioni operative iniziali predisposte dal principe Schwarzenberg erano infatti completamente errate ed esponevano gli alleati al rischio di una sconfitta il 16 ottobre 1813. Il comandante dell'armata di Boemia inizialmente infatti non prevedeva di combattere una grande battaglia campale a Lipsia ma intendeva manovrare le sue forze per minacciare le vie di comunicazione francesi e costringere Napoleone o a battere in ritirata od ad attaccare le linee alleate. Schwarzenberg quindi intendeva schierare la maggior parte delle sue forze a ovest di Lipsia e prevedeva che la maggior parte delle truppe austriache in marcia a ovest della Pleisse, attraversassero il fiume a Connewitz e Dölitz e minacciassero il fianco destro dei francesi. Per supportare questo attacco di fianco, l'intero corpo russo-prussiano di riserva del granduca Costantino sarebbe stato schierato tra l'Elster e la Pleisse; infine il corpo d'armata austriaco del generale Ignác Gyulay avrebbe dovuto attaccare Lindenau a ovest dell'Elster in cooperazione con l'armata di Slesia di Blücher che a sua volta avrebbe dovuto scendere da nord verso Lindenau a ovest di Lipsia. In questo modo il piano del principe Schwarzenberg avrebbe previsto lo schieramento di 54000 uomini per attaccare Connewitz e di 75000 per marciare su Lindenau, su un terreno quasi intransitabile e completamente inadatto per combattere e marciare, mentre nella pianura a est della Pleisse, dove Napoleone stava invece concentrando quasi tutte le sue forze, sarebbero rimasti solo 72000 soldati alleati.
Le carenze di questo piano operativo furono subito evidenziate dagli ufficiali prussiani e russi che al contrario riteneva molto più importante concentrare gran parte delle forze alleate nella pianura a est della Pleisse e sferrare un massiccio attacco generale; essi sollecitarono l'intervento dello zar Alessandro che, dopo lunghe discussioni, riuscì a convincere il principe Schwarzenberg a modificare in parte lo schieramento. Lo zar affermò che le riserve del granduca Costantino avrebbero dovuto rimanere a est della Pleisse e che la Guardia imperiale russa sarebbe stata concentrata a Rötha per rafforzare eventualmente i reparti russo-prussiani nella pianura di Wachau e Liebertwollkitz. In questo modo le forze dei coalizzati a est della Pleisse aumentarono fino a 100000 soldati, appartenenti ai corpi dei generali Friedrich von Kleist, Peter Wittgenstein e Johann von Klenau. Venne inoltre deciso che l'armata di Slesia di Blücher sarebbe rimasta a est dell'Elster e avrebbe attaccato Lipsia direttamente da nord verso la porta di Halle. Lo zar Alessandro tuttavia non riuscì a convincere il principe Schwarzenberg a rinunciare all'attacco austriaco a occidente dell'Elster; quindi rimase stabilito che il generale Gyulai con 25000 uomini avrebbe attaccato Lindenau, e che i corpi austriaci dei generali Maximilian von Merveldt e Ludwig Hessen-Homburg con altri 40000 sarebbero avanzati nel terreno compreso tra Pleisse e Elster per attaccare a Dölitz.

### La battaglia del 16 ottobre

#### Attacco iniziale dei coalizzati
La battaglia ebbe inizio alle ore 9 del mattino del 16 ottobre 1813; i cannoni dei coalizzati dell'armata di Boemia aprirono il fuoco mentre sul terreno ristagnava ancora la nebbia dopo una notte umida e fredda; i capi alleati avevano deciso, dopo le accese discussioni sullo schieramento tattico delle truppe, di prendere risolutamente l'iniziativa e attaccare con la massima energia le truppe francesi che sbarravano il passo sulla dorsale di Wachau; si temeva infatti che l'esercito napoleonico potesse attaccare a nord le armate di Blücher e Bernadotte se non fosse stato duramente impegnato nella vasta pianura a sud di Lipsia. Napoleone era già presente sul campo di battaglia; egli posizionò il suo quartier generale sulla collina di Thonberg, vicino a Liebertwollkwitz, alcuni chilometri a sud-est della grande città, e da quell'altura, che in realtà lo esponeva in parte al fuoco dell'artiglieria nemica, egli poteva controllare tutto il settore meridionale. In precedenza l'imperatore, rassicurato sulla situazione a nord e convinto che il 16 ottobre Blücher non sarebbe intervenuto nella battaglia, aveva sollecitato il maresciallo Marmont a lasciare le sue posizioni a nord di Lipsia e marciare verso sud per rafforzare lo schieramento principale e contribuire a distruggere l'armata di Boemia, passando il suo settore alle truppe in avvicinamento da nord-est del maresciallo Ney.
L'attacco dei coalizzati, coordinato dal generale russo Michael Andreas Barclay de Tolly, avrebbe dovuto essere sferrato contemporaneamente da quattro colonne lungo tutto il fronte meridionale: a sinistra i russo-prussiani del generale von Kleist avrebbero attaccato Markkleeberg, al centro i russi del generale Eugenio del Württemberg e i prussiani del generale Klux avrebbero assaltato direttamente la dorsale di Wachau, mentre a destra i russi del generale Andrej Ivanovič Gorčakov e gli austriaci del generale von Klenau avrebbero attaccato da due direzioni il villaggio di Liebertwollkwitz. In realtà, a causa del ritardo della colonna austriaca di destra, il generale Gorčakov dovette rinviare il suo attacco e quindi alle ore 9 l'assalto dei coalizzati inizialmente venne condotto solo dalle colonne di von Kleist e di Eugenio del Württemberg. Le truppe dei coalizzati attaccarono con grande energia e impressionarono i francesi per la loro tenacia e determinazione; i combattimenti raggiunsero subito la massima intensità, mentre la potente artiglieria francese, schierata sulla dorsale, apriva un fuoco micidiale contro le masse di fanteria nemica in avvicinamento.
Il primo attacco dei coalizzati mise in difficoltà i francesi, ma non ottenne risultati decisivi: a sinistra le truppe del generale von Kleist pur subendo pesanti perdite, riuscirono a sloggiare i soldati di Poniatowski da Markkleeberg ma ben presto l'intervento degli uomini del IX corpo del maresciallo Augereau bloccò ogni ulteriore avanzata dei prussiani. A Wachau i russo-prussiani del generale Eugenio di Württemberg subirono allo scoperto il tiro dei cannoni francesi, continuarono ugualmente ad attaccare ma vennero respinti dai francesi del corpo d'armata del maresciallo Victor. A destra infine la manovra da due direzioni su Liebertwollkwitz, iniziata in ritardo, venne contenuta dal V corpo del generale Lauriston e dall'arrivo delle prime truppe del XI corpo del maresciallo MacDonald dalla direzione di Holzhausen. Napoleone si preoccupò di rafforzare il settore destro con le divisioni di Augereau e fece intervenire il 4º e il 5º corpo di cavalleria che, sotto il comando del generale Kellermann, caricarono contro le truppe del generale Kleist e riuscirono, dopo violenti scontri con i corazzieri russi del generale Vasilij Levašov, a fermare definitivamente l'avanzata prussiana.
L'artiglieria francese, oltre 300 cannoni concentrati sul crinale di Wachau, inflisse perdite elevatissime alla fanteria dei coalizzati; soprattutto il corpo russo del generale Eugenio di Württemberg, completamente esposto nella pianura, venne decimato. Alle ore 11, il corpo aveva perso tutti i suoi cannoni, mentre i soldati del II corpo del maresciallo Victor respinsero per cinque volte da Wachau la fanteria russa che aveva ripetutamente tentato di conquistare il villaggio. Anche a Liebertwollwitz l'attacco dei coalizzati si concluse con un fallimento: le divisioni francesi dei generali Marie-Joseph Rochambeau e Nicolas Joseph Maison del corpo d'armata di Lauriston passarono al contrattacco e respinsero le truppe dei generali Gorčakov e Klenau che rifluirono indietro verso il bosco dell'Università e la cittadina di Güldengossa. Alle ore 12 l'attacco generale dell'armata di Boemia era ormai fallito con la perdita di circa 13 000 soldati, mentre i francesi, pur perdendo circa 7 000 uomini, avevano mantenuto tutte le posizioni più importanti.

#### Attacco di Napoleone a Wachau e Güldengossa
Napoleone aveva controllato personalmente dal suo posto di comando avanzato l'andamento della battaglia a sud; egli era soprattutto impegnato a raccogliere le forze necessarie per sferrare un'offensiva decisiva. L'imperatore intendeva condurre la battaglia secondo la sua tattica classica: dopo aver impegnato il combattimento su tutto il fronte e aver respinto il primo assalto nemico, riteneva giunto il momento di sviluppare il movimento del maresciallo MacDonald sul fianco destro dei coalizzati, concentrare una grande batteria di artiglieria per indebolire il centro nemico infine sferrare l'attacco decisivo con l'impiego delle sue riserve. Nel frattempo tuttavia la situazione complessiva dei francesi rimaneva difficile soprattutto per le notizie che giungevano dagli altri settori dell'immenso campo di battaglia di Lipsia; Napoleone era stato informato che gli austriaci avevano attaccato a Lindenau le truppe del generale Margaron e soprattutto che il maresciallo Marmont era completamente impegnato a fronteggiare i violenti attacchi dell'armata di Slesia di Blucher che era inaspettatamente sbucata dalla strada di Halle. L'imperatore apprese che il maresciallo Marmont non avrebbe potuto distaccare una parte delle sue truppe e che al contrario necessitava a sua volta di aiuto; Napoleone quindi ordinò al maresciallo Ney, che era in avvicinamento con i corpi di Bertrand, Souham e Reynier, di supportare Marmont e Margaron ma lo sollecitò anche ad inviare il maggior numero di truppe possibili in rinforzo al maresciallo MacDonald per sostenere il movimento aggirante sulla destra dei coalizzati.

Il generale Antoine Drouot, comandante della riserva d'artiglieria della Guardia

Alle ore 12 Napoleone, nonostante queste crescenti difficoltà, decise di accelerare i tempi e passare decisamente all'offensiva a sud: due divisioni della Giovane Guardia al comando del maresciallo Édouard Joseph Mortier vennero portate avanti per rinforzare il V corpo del generale Lauriston per attaccare da Liebertwollkwitz, mentre altre due divisioni della Giovane Guardia al comando del maresciallo Oudinot furono schierate insieme al II corpo del maresciallo Victor per l'assalto da Wachau. L'imperatore fece posizionare tra questi due raggruppamenti la potente riserva d'artiglieria della Guardia con ottanta cannoni al comando dell'abile generale Antoine Drouot; infine furono concentrate due masse di cavalleria al comando di Latour-Maubourg e di Kellermann sui fianchi della concentrazione di fanteria. Napoleone si preoccupò anche di spostare in posizione più avanzata la sua ultima riserva: le due divisioni della Vecchia Guardia dei generali Philibert Curial e Louis Friant e la cavalleria pesante del generale Étienne Nansouty.
Mentre Napoleone accelerava i movimenti delle sue truppe per l'attacco decisivo, anche i capi della coalizione aveva compreso la gravità della situazione e il pericolo a cui erano esposti dopo il fallimento del loro attacco iniziale. La battaglia si stava trasformando in una corsa per spostare più rapidamente possibile le riserve. Lo zar Alessandro soprattutto si preoccupò di portare avanti tutte le truppe disponibili per affrontare l'imminente attacco di Napoleone; egli riuscì a convincere il principe Schwarzenberg a rinunciare all'attacco tra Pleisse ed Elster e a trasferire con la massima urgenza le truppe austriache del corpo di Hessen-Homburg a est della Pleisse attraversando il fiume a Cröbern; contemporaneamente Alessandro ordinò di far intervenire da Rötha la Guardia russa e le divisioni di granatieri del generale Nikolaj Raevskij.

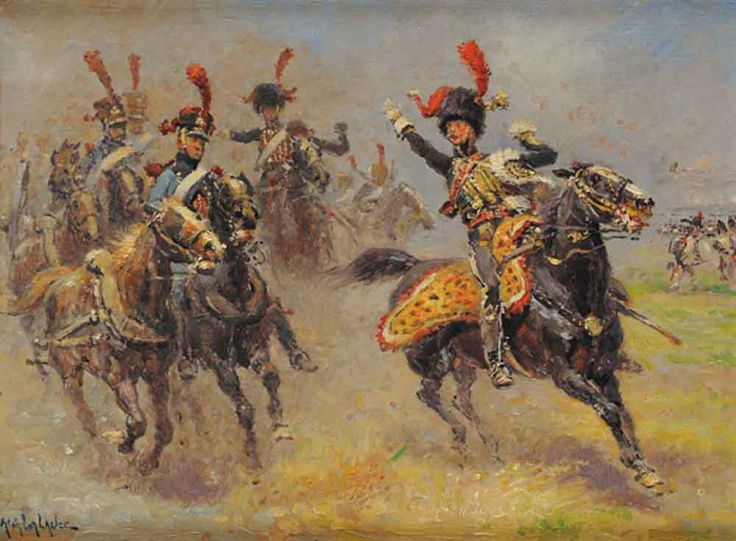
L'artiglieria a cavallo della Guardia imperiale prende posizione

L'attacco francese, preceduto dal fuoco devastante dall'artiglieria della Guardia dei generali Douot e Griois che bersagliava le linee esposte della fanteria russo-prussiana, inizialmente ebbe successo e la situazione dei coalizzati divenne rapidamente critica: le truppe del maresciallo Mortier e del generale Lauriston respinsero i reparti del generale Gorčakov e la divisione del generale Maison marciò verso Güldengossa. Da Wachau i soldati dei marescialli Oudinot e Victor assaltarono i russi di Eugenio del Württemberg, già sottoposti da ore al fuoco dei cannoni francesi; i soldati russi dimostrarono grande coraggio, non crollarono sotto il tiro nemico e cercarono di resistere, ma persero terreno e ripiegarono verso il villaggio di Auenhain. Contemporaneamente il maresciallo MacDonald sviluppò il suo movimento aggirante sulla destra nemica con l'XI corpo d'armata e guadagnò molto terreno, respingendo gli austriaci del generale von Klenau e conquistando con le divisioni dei generali François Ledru e Étienne Maurice Gérard il villaggio di Seifertshain.
Le truppe dei coalizzati tuttavia continuarono ad opporre aspra resistenza e riuscirono a rallentare o poi fermare l'avanzata francese: sull'ala destra il generale von Klenau mantenne il possesso di Klein-Possnau, Gross-Possnau e del bosco dell'università e il maresciallo MacDonald, privo dei rinforzi originariamente previsti da parte di Marmont e Ney, non poté rinnovare i suoi attacchi né ampliare la manovra di aggiramento; inoltre i russi contrattaccarono con la cavalleria del generale Matvej Platov che respinse i cavalieri del generale Sebastiani che proteggevano il fianco del maresciallo MacDonald. Al centro il generale Gorčakov organizzò una tenace difesa attorno al caposaldo di Güldengossa, mentre Eugenio di Württemberg raggruppò le sue truppe superstiti nel villaggio di Auenhain. Nel frattempo lo zar Alessandro, in attesa dell'arrivo delle forze austriache in marcia dalla riva occidentale della Pleisse, aveva inviato al contrattacco i corazzieri russi per guadagnare tempo prima dell'arrivo delle riserve russo-prussiane. La cavalleria russa venne respinta con perdite, ma nel frattempo i granatieri del generale Raevskij presero posizione tra Güldengossa e Auenhain, dove tuttavia subirono il fuoco della temibile artiglieria francese della Guardia del generale Drouot e poi il nuovo attacco in massa della divisione del generale Maison, del V corpo, contro Güldengossa e della divisione del generale Jean-Louis Dubreton, del II corpo del maresciallo Victor, contro Auenhain.

#### Battaglia finale a Güldengossa

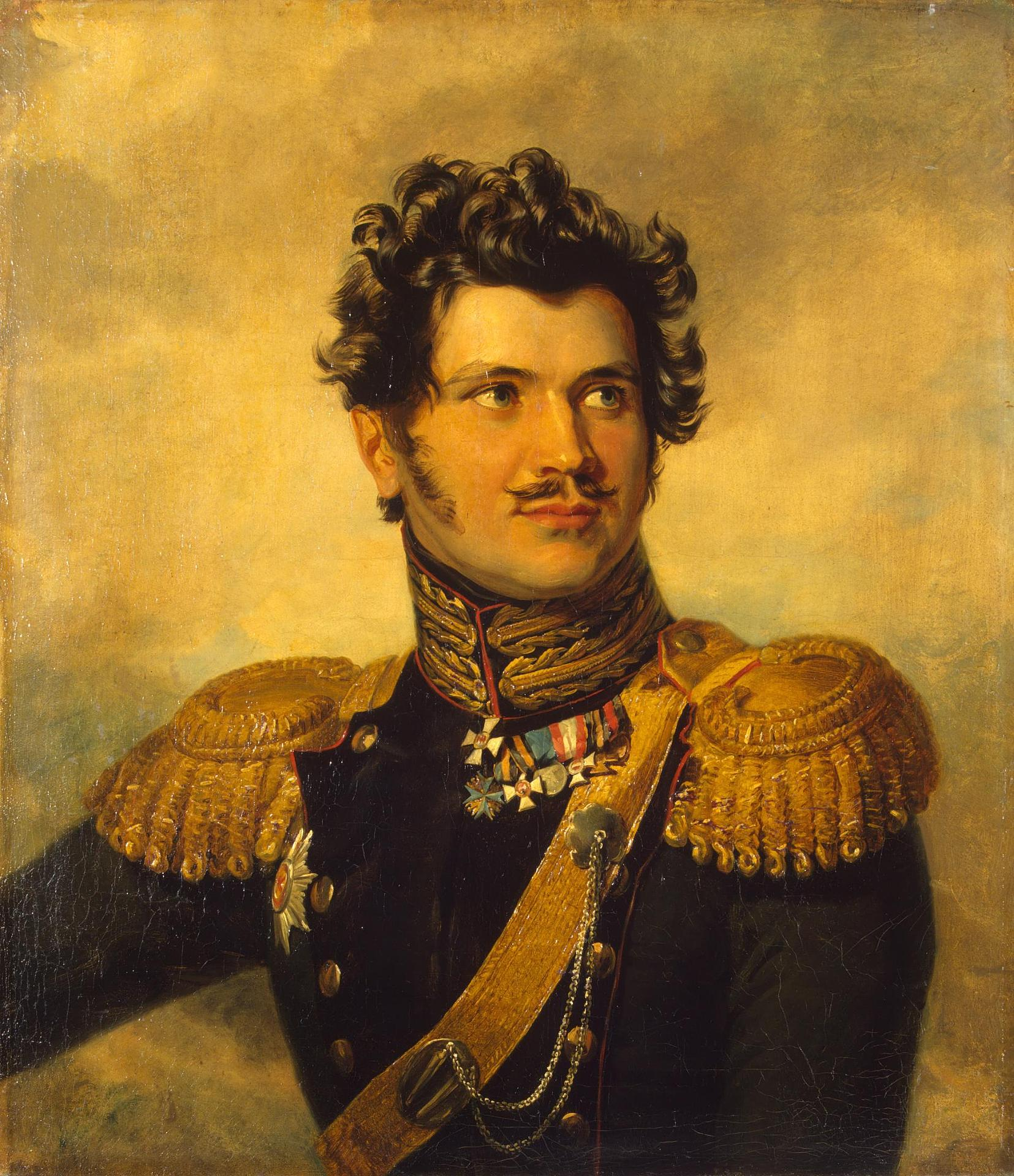
il generale Ivan Suchozanet, comandante dell'artiglieria di riserva russa

Il nuovo attacco dei francesi diede origine a combattimenti estremamente accaniti: mentre il generale Dubreton riusciva infine a occupare il villaggio di Auenhain, l'assalto a Güldengossa delle truppe del generale Maison venne fortemente contrastato dai russi del generale Raevskij e dai prussiani del generale Georg von Pirch che vennero progressivamente rinforzati dall'arrivo delle prime unità della Guardia imperiale russa del generale Aleksej Ermolov; il generale Maison, che si teneva audacemente in prima linea, venne ripetutamente feritò ma continuò a guidare i suoi soldati all'attacco senza riuscire tuttavia a vincere la resistenza nemica. Sull'ala destra dei coalizzati, il maresciallo MacDonald riprese i suoi attacchi, respinse da Gross-Possnau la brigata prussiana del generale Hans von Zieten e le brigate austriache Spleney, Scoffer e Mayer, mentre il 22º reggimento leggero espugnò il cosiddetto "fortino svedese" che ostacolava l'avanzata francese verso il bosco dell'università.
Nonostante questi successi locali francesi, la battaglia non era ancora vinta e al contrario con il passare del tempo le forze dei coalizzati diventavano sempre più numerose; il generale von Kleist manteneva il possesso di Markkleeberg, mentre a sud di Auenhain e dentro Güldengossa le riserve russe e prussiane stavano affluendo continuamente. Napoleone riteneva decisivo vincere la battaglia in quel primo giorno; egli quindi decise di impiegare quasi tutta la sua cavalleria in un grande attacco generale guidato personalmente da Murat.

### La pausa del 17 ottobre
La sera del 17 ottobre il colonnello Joseph de Monfort, responsabile del genio dell'armata dopo la partenza del generale Joseph Rogniat per Weissenfels, inviato da Napoleone ad organizzare gli attraversamenti sul fiume Saale, si preoccupò del ponte sull'Elster lungo la strada per Lindenau che, essendo il solo ponte in pietra disponibile, avrebbe dovuto sopportare il passaggio di tutto l'esercito francese in ritirata. Il colonnello chiese quindi al maresciallo Berthier l'autorizzazione a far preparare in fretta ponti temporanei a sud e a nord di quello di Lindenau dove far passare la fanteria, mentre l'artiglieria e la cavalleria avrebbero attraversato sul ponte in pietra. Il maresciallo Berthier tuttavia non accolse la richiesta e si limitò a ribattere che, non avendo ricevuto da Napoleone disposizione in questo senso, si trattava di eseguire disciplinatamente solo gli ordini dell'imperatore senza prendere iniziative personali. È verosimile che Napoleone effettivamente non abbia dato alcun ordine di preparare altri punti di attraversamento sull'Elster, o per sua dimenticanza o, più verosimilmente, perché egli ritenne sufficiente l'unico ponte esistente per Lindenau; l'imperatore intendeva infatti ripiegare con ordine e disciplina, senza dare l'impressione di una sconfitta rovinosa e mantenendo a distanza gli eserciti nemici. In questo caso quindi è probabile che egli non volesse allarmare e demoralizzare le sue truppe con preparativi prematuri di ritirata e che pensasse di avere tutto il tempo per organizzare il passaggio dell'Elster e della zona paludosa a ovest di Lipsia.

### L'attacco generale dei coalizzati il 18 ottobre
(Frase pronunciata da alcuni soldati francesi durante la fase finale della battaglia di Lipsia)

#### Decisioni di Napoleone
Fin dalla sera del 16 ottobre Napoleone era consapevole che la sua situazione si stava aggravando e certamente ipotizzò una ritirata; infatti al generale Bertrand disse di tenersi pronto a partire verso ovest con il IV corpo d'armata, lasciando Lindenau, per proteggere i ponti sulla Saale indispensabili per ripiegare verso il Reno; a Murat l'imperatore disse esplicitamente che "bisognava pensare a una ritirata". Napoleone decise tuttavia di rimanere e attendere l'attacco degli alleati, che si stavano continuamente rafforzando, nel timore che il suo esercito si disgregasse nel corso di una ritirata e per evitare la defezione dei suoi alleati tedeschi, probabile nel caso di sconfitta; inoltre l'imperatore non poté risolversi ad abbandonare gli oltre 140000 soldati francesi che erano ancora bloccati nelle fortezze tedesche; egli tentò anche di trarre in inganno i suoi avversari rilasciando, dopo una conversazione in cui aveva mostrato sicurezza e ventilato una riconciliazione con l'Austria, il generale austriaco Merveldt, caduto prigioniero, per trattare un armistizio, ma non ottenne alcun risultato, al contrario diede impressione di debolezza e rafforzò la determinazione degli alleati.
Dopo aver atteso l'attacco il 17 ottobre, nella notte del 18 decise di concentrare le sue truppe ritirando intorno a Lipsia le sue formazioni più esposte; il movimento si svolse sotto una fitta pioggia a partire dalle ore 2 del mattino. Il quartier generale imperiale venne trasferito a Stotteritz e vennero diramati ordini tardivi di costruire altri ponti a Lindenau, da utilizzare in caso di ritirata. L'imperatore per la battaglia del 18 ottobre assegnò il lato destro del suo schieramento a Murat con i corpi d'armata di Poniatowski (VIII corpo), Augereau (IX corpo) e Victor (II corpo), posizionati tra Connewitz e Probstheida e rinforzati in seconda linea dalla Guardia imperiale e dal grosso della cavalleria al comando di Latour-Marbourg (I corpo di cavalleria) e Pajol (V corpo di cavalleria). Al centro, sotto il controllo del maresciallo Macdonald, schierò da Zuckelhausen a Steinberg l'XI corpo, rinforzato dal V corpo di Lauriston e dal II corpo di cavalleria di Sebastiani; sul lato sinistro il maresciallo Ney difendeva il settore di Paunsdorf e Schönfeld con il contingente sassone e la divisione Durutte del VII corpo di Reynier, il VI corpo di Marmont, il III corpo di Souham e una parte del III corpo di cavalleria di Arrighi. A Lipsia rimasero la divisione polacca Dombrowski e la divisione cavalleria Longe, a Lindenau era raggruppata la Giovane Guardia del maresciallo Mortier, il IV corpo di Bertrand era a ovest di Lindenau.
Napoleone disponeva ancora di circa 160000 soldati con 630 cannoni, ma le truppe erano esauste, i corpi di Augereau, Marmont, Macdonald, Bertrand e Poniatowski avevano subito gravi perdite negli scontri dei giorni precedenti e le munizioni d'artiglieria erano pericolosamente ridotte. Intorno alle truppe francesi si stringeva la manovra dei coalizzati; i soldati dell'imperatore videro nella notte il grande cerchio dei fuochi di bivacco dei nemici che quasi li accerchiavano; mentre i feriti si trascinavano a piedi o in misere carrette nelle retrovie, i villaggi bruciavano e i resti della battaglia precedente erano disseminati sul campo; anche alcuni reparti francesi erano in movimento, le divisioni di Reynier erano appena arrivate mentre le truppe di Bertrand marciavano verso ovest per proteggere le spalle dell'armata.

#### Inizio degli attacchi dei coalizzati
L'attacco dei coalizzati si sviluppò a partire dalle ore 8 piuttosto lentamente e con mancanza di coesione; frazionato in sei colonne d'attacco separate, l'enorme esercito alleato disperse in parte la sua forza d'urto. Al mattino, lo scontro principale si accese sul fianco destro francese dove la colonna guidata da Hessen-Homburg, composta principalmente da soldati austriaci, si spinse in avanti e in un primo momento conquistò Dosen e Dölitz, minacciando Connewitz, Lösnig e la fondamentale strada per Lipsia. Le forze francesi e polacche di Augereau e Poniatowski contrattaccarono con efficacia, sostenute da una parte della Giovane Guardia e dalla cavalleria, l'artiglieria francese intervenne sotto la direzione del generale Drouot e decimò i ranghi serrati nel nemico; i coalizzati vennero respinti. Hessen-Homburg rimase ferito e venne sostituito dal generale Hieronymus von Colloredo, Schwanzerberg, preoccupato dal contrattacco francese, portò avanti le riserve russe del generale Raevskij e una divisione di corazzieri. I francesi di Augereau riconquistarono Dölitz, ma poi vennero a loro volta fermati.
Al centro le grandi forze russo-prussiane al comando di Barclay de Tolly avanzarono molto lentamente nella mattinata e si fermarono senza attaccare Probstheida, in attesa dell'arrivo delle altre colonne di Bennigsen e Bernadotte per concertare un attacco combinato, in questo settore i corpi di Macdonald e Sebastiani raggiunsero le nuove posizioni con ordine, mentre Bennigsen si avvicinò sulla sinistra raggiungendo le posizioni di attacco intorno alle ore 10. L'attacco dei russi si sviluppò inizialmente con successo, Holzhausen e Zuckelhausen vennero conquistate dopo duri scontri, la divisione Gerard fu costretta a cedere Steinmberg e l'XI corpo di Macdonald e la cavalleria di Sebastiani furono messi in difficoltà. La resistenza francese tuttavia fu tenace: Zweinaundorf e Stotteritz erano fortemente difesi dai corpi di Reynier e Sebastiani e gli attacchi furono respinti fino alle ore 14, costringendo anche Bennigsen a interrompere gli assalti in attesa dell'arrivo a nord dell'armata di Bernadotte e Blücher.

Carta delle operazioni del terzo giorno della battaglia di Lipsia

I francesi mantennero il controllo della situazione anche a nord, dove si avvicinava in modo aggressivo l'armata del feldmaresciallo Blücher: Marmont, al comando del VI corpo, trattenne l'avanzata del corpo russo di Langeron, che marciava verso la linea del fiume Parthe e il villaggio di Schönfeld; la divisione polacca di Dombrowski venne rafforzata da Napoleone con una divisione della Giovane Guardia e riuscì per il momento a controllare il pericoloso avvicinamento del corpo prussiano di Sacken verso i sobborghi di Lipsia. A ovest Bertrand, con il IV corpo, non ebbe difficoltà a respingere ancora una volta gli austriaci di Gyulai e quindi mantenne libera la strada per Weißenfels. Alle ore 14 la situazione di Napoleone era difficile in ragione dell'inevitabile rafforzamento dello schieramento nemico, ma l'imperatore aveva respinto con facilità i primi attacchi, il suo schieramento a semicerchio era solido e i soldati francesi occupavano ancora le posizioni più importanti, la strada per l'ovest era libera e quindi una ritirata organizzata era possibile e poteva permettere ancora a Napoleone di evitare una disfatta campale.

#### Battaglia a Connewitz e Probstheida
La battaglia divenne sempre più aspra e sanguinosa a partire dal primo pomeriggio: sulla destra francese Colloredo, con il I e il II corpo d'armata austriaco, rinforzati dal corpo russo di Raevskij e dalle divisioni Bianchi e Weissenwolf, ripresero ad attaccare per occupare l'importante villaggio di Connewitz, ma Augereau e Poniatowski organizzarono una dura resistenza e gli scontri, molto cruenti e dall'esito alterno, si prolungarono fino alla serata. Gli austro-russi riuscirono a conquistare Lösnig dopo combattimenti violentissimi, ma fallirono tutti gli attacchi a Connewitz e nella notte il villaggio era ancora tenuto dai francesi, che in questo modo mantenevano il controllo della strada per Lipsia.
Gli scontri più cruenti si accesero al centro, intorno al villaggio di Probstheida, trasformato in una fortezza dai soldati francesi; Murat organizzò un'accanita difesa con i corpi di Victor (II) e Lauriston (V) e il generale Drouot ammassò numerose batterie di cannoni che disgregarono ripetutamente le file della fanteria nemica che avanzava in massa. Il raggruppamento russo-prussiano di Barclay sferrò una serie di attacchi con i corpi d'armata di Wittgenstein e Kleist e con la Guardia russo-prussiana di Ermolov, ma venne decimato dal fuoco dell'artiglieria francese e subì 12000 perdite in tre ore; il principe Schwarzenberg, presente insieme allo zar, all'imperatore d'Austria e al re di Prussia in questo settore del campo di battaglia, rimase impressionato dalla carneficina e ordinò un temporaneo ripiegamento di alcune centinaia di passi per portare avanti a sua volta l'artiglieria e battere le linee francesi. Il villaggio di Probstheida venne ridotto in rovina e incendiato e cambiò di mano più volte durante il pomeriggio, ma nella notte era ancora in possesso dei soldati francesi.

#### Caduta di Paunsdorf e Schönefeld
Mentre i francesi si battevano aspramente a sud, la situazione lentamente si stava aggravando a nord e nord-est; i soldati dell'imperatore avvertirono l'avvicinarsi del cannoneggiamento e della battaglia alle loro spalle; il feldmaresciallo Blücher aveva infatti attraversato in forze il fiume Parthe con i corpi russi Langeron, Sacken e St. Priest e stava marciando energicamente in direzione dell'armata del Nord che, al comando del principe di Svezia Bernadotte, stava finalmente entrando in campo con il corpo prussiano di Friedrich Wilhelm von Bülow all'avanguardia. Anche i russi di Bennigsen ripresero i loro attacchi contro Zweinaunsdorf e Stotteritz; il maresciallo Macdonald, con l'XI corpo e la cavalleria di Sebastiani, dovette cedere Zweinaunsdorf ma riuscì a resistere duramente a Stotteritz mentre il maresciallo Ney, che difendeva gli importanti villaggi di Paunsdorf, Schönfeld e Molkau con i corpi di Reynier, Souham e Marmont, venne attaccato da tre direzioni e la sua situazione divenne critica.

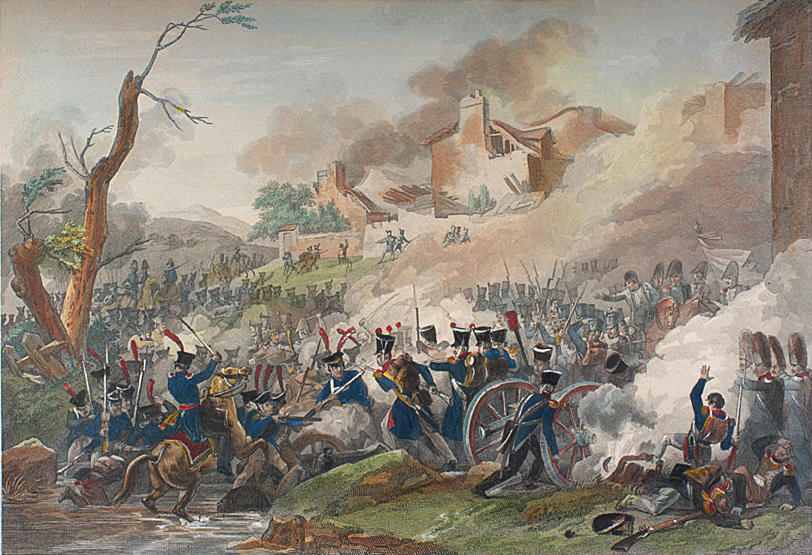
Pierre Adrien Le Beau, Battaglia di Lipsia, incisione da un disegno di Thomas Charles Naudet

I russi di Bennigsen riuscirono ad avanzare e occuparono Molkau, mentre il corpo prussiano di Bülow, precedendo il resto dell'armata del Nord, attaccò in forze, nonostante le incertezze dell'esitante Bernadotte, il villaggio di Paunsdorf, che dopo aspra lotta le truppe di Reynier dovettero abbandonare. Napoleone, molto preoccupato per il cedimento in questo settore, inviò subito in soccorso la Giovane e la Vecchia Guardia che contrattaccarono e riconquistarono Paunsdorf. Ma il successo fu di breve durata; a metà pomeriggio il maresciallo Ney fu costretto a ripiegare su una linea più arretrata tra Sellerhausen e Schönfeld, e Paunsdorf venne di nuovo occupata dai prussiani di Bülow. La ritirata francese venne affrettata dalla defezione improvvisa di due brigate di fanteria sassone e da reparti di cavalleria sassone e wurttenburghese del corpo di Reynier, che intorno alle ore 16 passarono nelle file nemiche e attaccarono la divisione Durutte. L'importanza di questo cambio di campo durante la battaglia è enfatizzata dallo storico francese Jean Tulard che parla di "avvenimento decisivo", mentre lo storico Georges Lefebvre scrive di evento che avrebbe "affrettato la disfatta"; altri autori minimizzano l'importanza della defezione. In ogni caso Napoleone si mantenne calmo anche di fronte a questo evento imprevedibile, anche se manifestò qualche segno di scoraggiamento. I soldati francesi, malgrado la defezione, mantennero la coesione e il morale e si batterono ancor più accanitamente; dopo aver ripiegato si fortificarono a Sellerhausen e soprattutto a Schönfeld, dove il maresciallo Marmont organizzò una difesa disperata con il VI corpo d'armata.
La battaglia per Schönfeld continuò fino al tramonto, oltre 90000 russi del raggruppamento del generale Langeron dell'armata del feldmaresciallo Blücher attaccarono ostinatamente, con l'appoggio di un potente schieramento di artiglieria, rinforzato anche dai cannoni del generale svedese von Cardell, i 28000 francesi del corpo di Marmont; il maresciallo disponeva di pochi cannoni e di munizioni insufficienti, ma i soldati francesi delle divisioni Compans, Lagrange e Friedrichs si batterono disperatamente e inflissero con il fuoco di fucileria perdite elevatissime alle compatte file nemiche. Le perdite furono pesanti anche per i francesi, la cavalleria russa e svedese venne respinta più volte, lo stato maggiore di Marmont fu decimato, le rovine di Schönfeld cambiarono di mano per sette volte. Bernadotte comparve finalmente sul campo di battaglia, mentre Napoleone, preoccupato per l'avanzata nemica che minacciava Reudnitz, fece portare avanti una divisione della Guardia che trattenne gli svedesi e i russi e stabilizzò la situazione proteggendo il quartier generale dell'armata. Ma Schönfeld dovette essere infine abbandonata. I francesi di Marmont, nonostante il rinforzo due divisioni del III Corpo d'armata del generale Souham, dovettero affrontarono il settimo assalto dei russi del raggruppamento del generale Langeron con i corpi d'armata dei generali Kaptzevič, Olsuf'ev e Saint Priest, che infine ebbe la meglio; sia Marmont che Ney rimasero feriti in questi scontri e i francesi batterono in ritirata nelle case, nei giardini, nel cimitero; nella notte ripiegarono, molto provati dai sanguinosi scontri, fino ai sobborghi nord-orientali di Lipsia, dove non furono inseguiti dal nemico.
Alla fine della giornata del 18 ottobre quindi i francesi mantenevano ancora le posizioni più importanti a sud della città a Connewitz, Probstheida e Stotteritz, dove Murat e Macdonald erano ancora solidamente schierati, ma le formazioni dell'Imperatore avevano dovuto ripiegare soprattutto a nord e nord-est sotto la pressione di Blücher, Bennigsen e Bernadotte. Dopo aver perduto Paunsdorf e Schönfeld, i francesi si erano organizzati su una linea alla periferia di Lipsia tra Sellerhausen e Reudnitz; la ritirata dei corpi decimati di Marmont, Souham e Reynier si svolse nella notte alla luce delle case in fiamme, in mezzo ai cadaveri e a equipaggiamenti e cannoni distrutti, mentre gruppi di sbandati entravano nella città alla ricerca di cibo e bottino.

### Ritirata

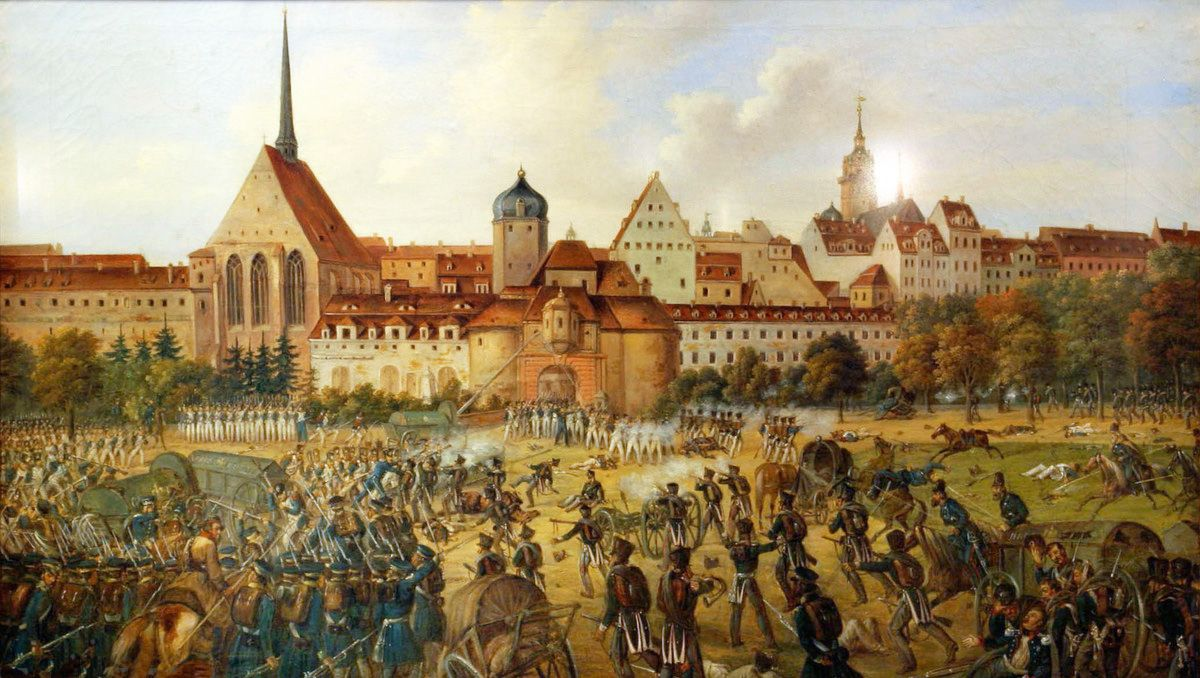
L'assalto dei prussiani alla Grimma Tor, nel centro di Lipsia nell'ultima fase della battaglia

Fin dalle ore 19 del 18 ottobre Napoleone aveva deciso, dopo un rapporto dei generali Sorbier e Dulauloy, i comandanti dell'artiglieria, sulla scarsezza delle munizioni rimaste sufficienti solo per due ore di fuoco, di rinunciare alla battaglia e iniziare a ripiegare in direzione di Erfurt; durante la notte l'Imperatore, stabilitosi a Lipsia nell'albergo "Alle armi di Prussia", diramò gli ordini di marcia per la difficile manovra al cospetto del nemico. Il traino dell'armata, le munizioni e l'artiglieria, che avevano già iniziato a ripiegare, dovevano subito attraversare il fiume Elster, seguiti dai corpi di Victor, Augereau, dai corpi di cavalleria di Arrighi e Sebastiani e dalla Guardia di Oudinot e Mortier; messaggeri furono inviati alle truppe bloccate nelle fortezze tedesche con l'ordine di abbandonare le piazzeforti e cercare di raggiungere la Francia.
La manovra di ripiegamento attraverso l'abitato urbano di Lipsia si presentava difficile; quattro porte davano accesso alla città da est su cui potevano transitare le colonne in ritirata, ma solo una via di uscita era disponibile a ovest; nonostante il rischio di confusione e ingorghi, inizialmente, durante la notte e nella nebbia del primo mattino, la manovra fu effettuata con notevole abilità. Le truppe del settore meridionale iniziarono a muovere nelle prime ore del 19 ottobre, e, mantenendo all'oscuro il nemico, marciarono senza difficoltà verso ovest, mentre i corpi di Reynier, Poniatowski e Macdonald, con circa 30000 soldati, avrebbero dovuto tenere le posizioni e coprire la manovra del grosso dell'armata verso il ponte di Lindenau. I coalizzati non organizzarono in tempo un servizio di esplorazione e quindi solo alle ore 7 alcune pattuglie rilevarono i movimenti francesi. In realtà anche le truppe alleate erano esauste dopo i durissimi scontri del giorno precedente e i comandanti supremi erano seriamente preoccupati per un eventuale terzo giorno di battaglia. I movimenti delle truppe furono lenti; alcuni abboccamenti per discutere una tregua fecero guadagnare ulteriore tempo ai francesi e quindi solo alle ore 10:30 la massa degli eserciti coalizzati passò all'offensiva per irrompere in Lipsia.
In quel momento due terzi dell'armata francese avevano già ripiegato e attraversato l'Elster; Napoleone si trattenne ancora a Lipsia e prima di partire incontrò il principe Poniatowski, al quale aveva conferito il grado di maresciallo per il valore dimostrato nella battaglia e al quale ora affidò l'incarico di difendere i sobborghi meridionali della città; quindi l'imperatore si congedò dal re di Sassonia, Federico Augusto, che apparve dispiaciuto per la defezione delle sue truppe. Dopo l'incontro con il re di Sassonia, Napoleone lasciò la città e attraversò il fiume intorno alle ore 11 a Lindenau; nelle strade erano ora presenti tra le truppe ansietà e confusione e il disordine stava aumentando. L'imperatore e il suo seguito furono costretti ad aprirsi il passo fino ai ponti in mezzo alla calca delle truppe che ripiegavano e che tuttavia aprirono disciplinatamente la strada al passaggio del condottiero. Napoleone era esausto e si ritirò in un mulino vicino al fiume, dove si addormentò nonostante il frastuono dei cannoni e il rumore delle truppe in ritirata.

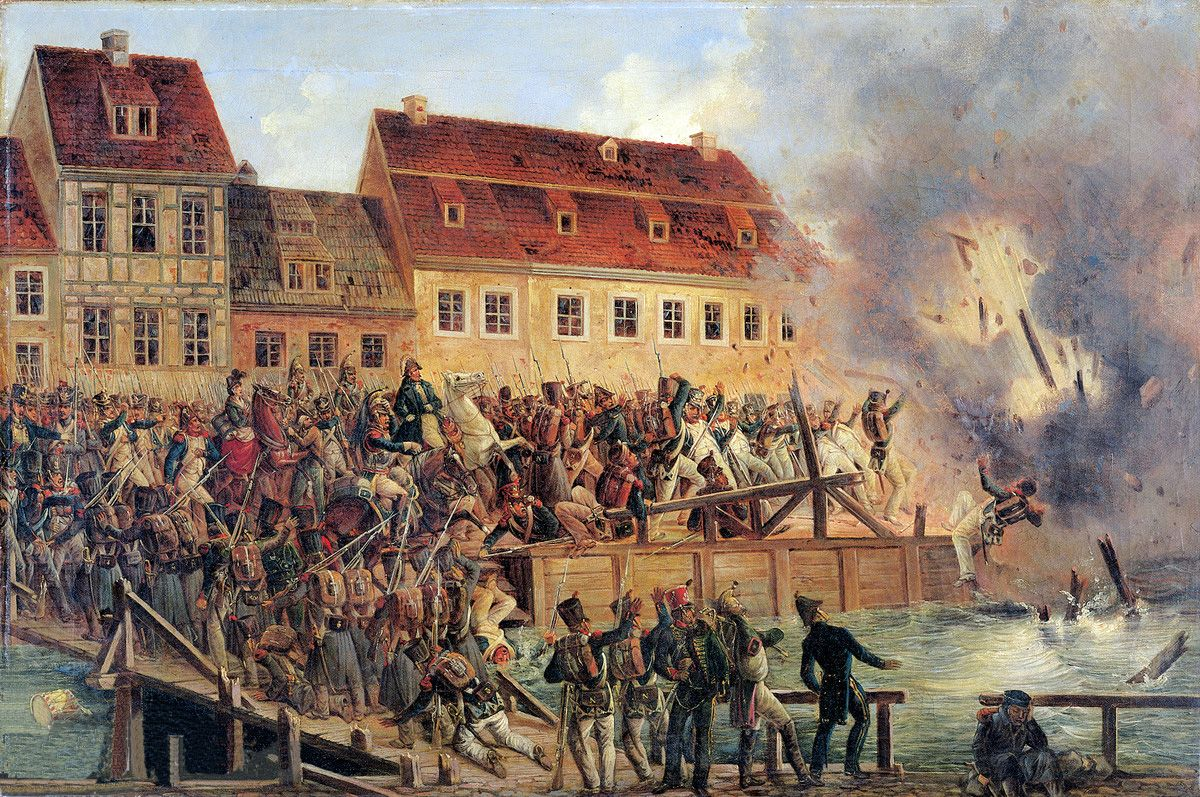
L'esplosione prematura del ponte sull'Elster che provocò la catastrofe finale francese

L'assalto finale dei coalizzati a Lipsia, che aveva avuto inizio alle ore 10:30, venne organizzato da Schwarzenberg su cinque colonne separate ma progredì lentamente di fronte all'ostinata resistenza della retroguardia francese di Reynier, Macdonald e Poniatowski; inoltre i tentativi del corpo austriaco di Giulay e del corpo prussiano di Yorck d'intercettare la ritirata vennero facilmente contenuti. I soldati francesi difesero accanitamente le strade, gli accessi e gli edifici principali della città e guadagnarono tempo costringendo il nemico a un combattimento all'interno dell'area urbana; i cavalieri polacchi di Poniatowski si batterono con grande valore. A nord i corpi russi di Sacken, St. Priest e Kapzevic, dell'armata di Blücher, attaccarono attraverso la Halle Tor, ma incontrarono una resistenza molto dura di francesi e polacchi delle divisioni Durutte e Dombrowski e i primi tre assalti furono respinti; a sud l'armata russa di Bennigsen attaccò la Spital Tor e la Sand Tor; a est il corpo prussiano di Bülow irruppe attraverso la Grimma Tor, difesa dalle divisioni Marchand e Friedrichs, e riuscì a entrare in città. Infine fu un battaglione prussiano del corpo di Bülow, guidato dal maggiore Friccius, che riuscì a irrompere nel centro di Lipsia; venne contrattaccato ma riuscì a mantenere le posizioni raggiunte, grazie anche all'intervento di un reparto di fanteria leggera svedese.

La morte del principe polacco Jozef Poniatowski, avvenuta mentre attraversava l'Elster durante le fasi finali della ritirata francese

Nel frattempo il disordine delle truppe della retroguardia in ritirata stava inevitabilmente crescendo; dovendo tutte concentrarsi nella sola uscita disponibile verso ovest da Lipsia alla Ranstadter Tor e, dovendo attraversare un primo ponte sulla Pleisse poi il terrapieno sulle paludi e quindi un secondo ponte in pietra sull'Ester sulla strada per Lindenau, era quasi inevitabile che le truppe francesi, sempre più schiacciate dalla pressione nemica proveniente da differenti direzioni e concentrate in un solo luogo, si sarebbero progressivamente frammischiate e disorganizzate.
Al primo mattino del 19 ottobre il colonnello de Monfort era stato convocato al quartier generale dove aveva ricevuto disposizioni dal generale Lebrun, uno degli aiutanti di campo dell'imperatore, di consultarsi con il generale Delauloy, comandante dell'artiglieria della Guardia, per organizzare la distruzione del ponte di pietra sull'Elster su cui passava la strada per Lindenau, non appena fossero passate tutte le truppe dell'armata francese. Il colonnello de Montfort disponeva solo della compagnia di genieri della Guardia per organizzare la demolizione, mentre il generale Delauloy lo invitò a recarsi a Lindenau per ricevere la polvere da sparo dal colonnello Boulart che egli aveva già preavvertito. Il colonnello de Montfort ricevette regolarmente la polvere dal colonnello Boulart a Lindenau e ritornò subito a Lipsia dove, con i soldati della compagnia di genieri della Guardia messi a sua disposizione, organizzò il minamento dei primi due archi del ponte in pietra sull'Elster. Egli incaricò il capitano Picot, il caporale Elia e i genieri Trimoulliard, Lafontaine e Fuhrmann di predisporre una imbarcazione con la polvere da sparo sotto gli archi del ponte e preparare il meccanismo per far saltare la costruzione nel momento opportuno. Il colonnello contemporaneamente organizzò anche la demolizione di vari ponti di legno presenti a nord e a sud del ponte di pietra; dopo aver completato i preparativi, egli ordinò al capitato Picot di partire con la compagnia di genieri lungo la strada per Lindenau per organizzare ulteriori demolizioni. Per il momento il colonnello de Monfort rimase invece al ponte di pietra sull'Elster insieme al caporale Elia e ai quattro genieri.
Col passare delle ore il colonnello de Montfort divenne sempre più inquieto; la battaglia si stava avvicinando alla zona del ponte di pietra ed egli temeva l'arrivo improvviso delle truppe nemiche, mentre i soldati francesi stavano ripiegando in disordine e attraversavano l'Elster con sempre maggiore confusione; egli mancava di chiare indicazioni sul momento in cui far saltare il ponte né era informato sulla quantità di truppe francesi che ancora si trovavano a Lipsia. Il colonnello, sempre più incerto, chiese informazioni agli ufficiali superiori che vide passare sul ponte, tra cui anche il maresciallo Marmont che tuttavia non seppe dargli nessuna indicazione precisa. A questo punto il colonnello de Montfort decise di lasciare il caporale Elia e i quattro genieri sul ponte minato e cercare di raggiungere il quartier generale di Napoleone per avere chiarimenti precisi. Si trattò di un tragico errore; il colonnello, travolto dalla calca delle truppe francesi in ritirata, non riuscì mai a raggiungere il quartier generale in marcia verso ovest e ben presto dovette rinunciare e cerca di tornare indietro perdendo ulteriore tempo negli ingorghi. Nel frattempo la situazione era precipitata al ponte di pietra; alle ore 13 due battaglioni russi del corpo d'armata del generale Kaptzevič arrivarono di sorpresa alla zona del ponte, dopo essere passati attraverso la zona paludosa a nord, e scatenarono il panico e la confusione tra le truppe francesi in ritirata. Il caporale Elia e i quattro genieri, lasciati completamente soli, accesero prematuramente le cariche e fecero saltare il ponte quando molti reparti di truppa del V, VI, VIII e XI Corpo d'armata stavano ancora attraversando o erano in combattimento nella città.
Da quel momento molti reparti francesi si disgregarono; alcuni soldati ricordarono l'avvenimento come una "Beresina senza il freddo"; molti soldati caddero in acqua, altri cercarono di attraversare a nuoto con tutto l'equipaggiamento, si diffusero voci di tradimenti. Alcuni ufficiali entrarono nel fiume con i cavalli sperando di riuscire a risalire sulla sponda occidentale; in questo modo annegò Poniatowski, la cui cavalcatura non riuscì a risalire la ripida sponda e lo trascinò nella corrente, Macdonald invece scampò a nuoto dopo aver assistito a scene drammatiche di disperazione tra i soldati abbandonati sulla riva occidentale, anche il maresciallo Oudinot riuscì ad attraversare il fiume a nuoto. I combattimenti dentro Lipsia continuarono fino al tardo pomeriggio; infine i reparti francesi rimasti tagliati fuori si arresero dopo gli ultimi scontri; caddero prigionieri anche Lauriston e Reynier e il generale polacco Dombrowski; lo zar Alessandro e il re di Prussia poterono raggiungere finalmente la piazza del mercato al centro della città dove si incontrarono con Bernadotte, Blücher, Bennigsen e Gneisenau; la dura battaglia era finita.

## Bilancio e conseguenze
(Da una lettera dello zar Alessandro indirizzata al principe Golitzyn)

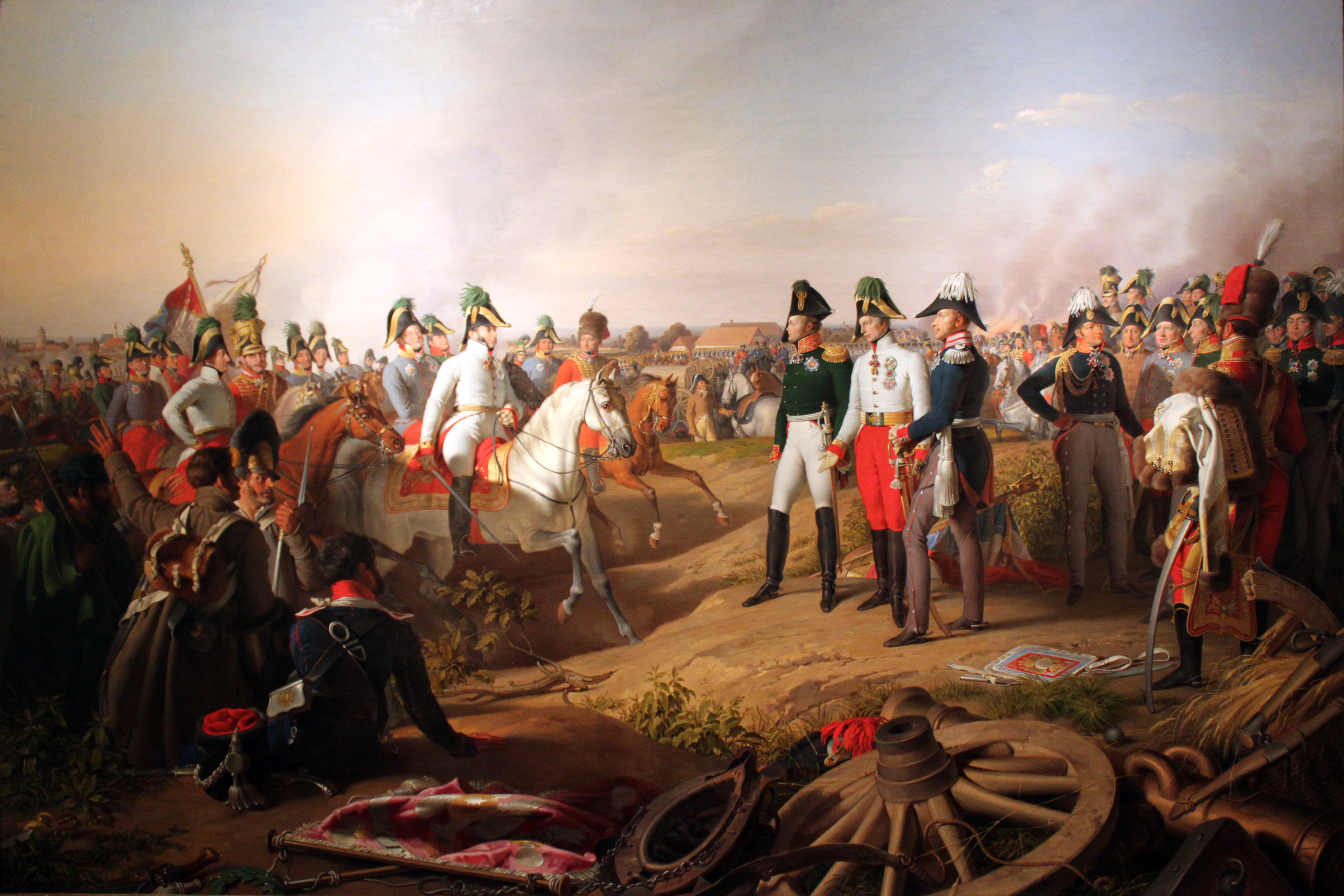
Il principe Schwarzenberg annuncia la vittoria ai tre regnanti della coalizione: l'imperatore d'Austria, lo zar di Russia e il re di Prussia

Non si conoscono le perdite totali. Le stime oscillano tra gli 80000-110000 morti e feriti da entrambe le parti. Supponendo che si tratti di 95000 uomini, si ritiene che gli Alleati abbiano perso 55000 uomini e i francesi 40000, con 30000 francesi fatti prigionieri. Tra i caduti vi fu il maresciallo polacco Józef Antoni Poniatowski, che aveva ricevuto tale distinzione soltanto il giorno precedente. La battaglia costò all'Impero francese la perdita dei territori tedeschi a est del Reno e portò vari stati tedeschi dalla parte degli Alleati. Si ricorda anche un particolare avvenimento nella battaglia: reparti sassoni, dalla parte dei francesi, mentre andavano all'attacco si girarono all'improvviso e fecero fuoco sui soldati di Napoleone Bonaparte. 
I coalizzati celebrarono enfaticamente la loro vittoria: mentre lo zar scrisse di "clamorosa vittoria" sul "famoso Napoleone"; il principe Schwarzenberg, che venne elogiato dai capi alleati per la sua conduzione abile e prudente della battaglia, scrisse che "Dio ha benedetto le nostre armate" e che "la disfatta del nemico è senza esempio"; il generale Bennigsen parlò di "battaglia decisiva" che aveva deciso le sorti dell'Europa; per i prussiani infine "il nemico del genere umano è abbattuto e la Germania è libera". Napoleone valutò invece, subito dopo i fatti e anche durante l'esilio di Sant'Elena, in modo molto diverso l'andamento e l'esito della battaglia, egli nel bollettino dell'armata del 28 ottobre scrisse che l'esercito francese era stato vittorioso sia a Lipsia sia a Wachau, e che solo l'esaurimento delle munizioni lo aveva costretto a ripiegare verso i depositi di Erfurt. In un'altra occasione continuò ad affermare che il campo di battaglia era rimasto in mano francese e che l'armata aveva ripiegato il 19 ottobre solo per approvvigionarsi di munizioni. A Sant'Elena Napoleone continuerà a mascherare la sua disfatta, esagerando le perdite inflitte al nemico da lui considerate triple rispetto a quelle francesi; l'imperatore affermò che i suoi piani erano falliti solo per una concatenazione sfortunata di fatalità e di tradimenti: esplosione erronea del ponte sull'Elster, tradimento di sassoni e bavaresi, carenza di munizioni.
I coalizzati disponevano di una schiacciante superiorità di truppe e di cannoni che avrebbe dovuto garantire un esito vittorioso della battaglia a Lipsia, ma in realtà il 16 ottobre essi rischiarono di perdere, soprattutto a causa dell'errato schieramento dell'armata di Boemia a cavallo del fiume Elster; in questo modo i coalizzati diedero modo a Napoleone di sfruttare il più rapido schieramento delle sue forze per ottenere quasi una vittoria decisiva, fu soprattutto la tenacia delle truppe alleate che evitò una disfatta. Dopo la mancata vittoria del 16 ottobre, la situazione dei francesi divenne rapidamente sempre più difficile, e Napoleone fece un grave errore ritardando la ritirata e decidendo di continuare la battaglia nei giorni seguenti. Nel campo dei coalizzati, il ruolo più importante ed efficace fu svolto da Blucher che con grande determinazione entrò in battaglia a nord il 16 ottobre e contribuì, impegnando le riserve francesi, a evitare la disfatta a Wachau; il generale prussiano riuscì anche a convincere Bernadotte a entrare finalmente in azione con la sua armata. Importante fu anche il contributo alla vittoria alleata dello zar Alessandro che prima convinse il principe Schwarzenberg a modificare il suo schieramento totalmente errato tra Elster e Pleisse, quindi spinse il generale a impiegare al momento opportuno le riserve russe e austriache.
La battaglia, la più grande e la più decisiva delle guerre napoleoniche, è stata interpretata da Jacques Bainville come un vero e proprio redde rationem finale, in cui in pratica "si vendica il passato, si mescolano i vivi e i morti, in cui appare ciò che era nascosto...", soprattutto la fragilità dell'Impero napoleonico, e le illusioni e l'accecamento dell'imperatore di fronte alla triste realtà dello sgretolamento del suo potere.

## Il campo di battaglia oggi

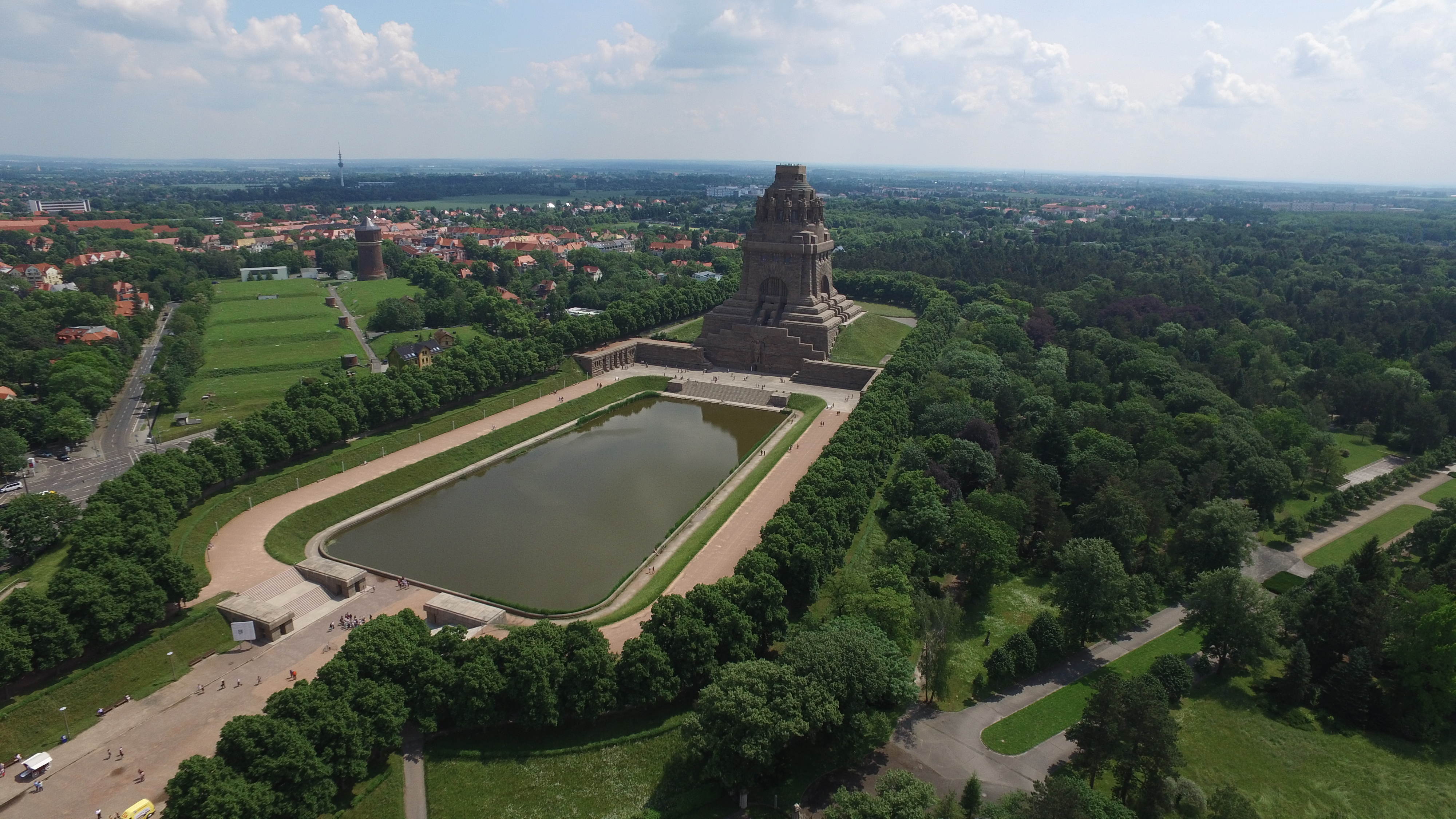
Il Völkerschlachtdenkmal ("Monumento alla Battaglia delle Nazioni") eretto sul luogo dello scontro per commemorarne il centenario

Nel 1913, per il primo centenario dagli avvenimenti di Lipsia, fu completato, dopo quindici anni di lavoro, il Monumento alla Battaglia delle Nazioni (Völkerschlachtdenkmal), ideato partendo da un progetto dell'architetto Bruno Schmitz al costo di sei milioni di marchi d'oro tedeschi. Il monumento, alto 91 metri e che consente una visuale dell'intero campo di battaglia, fu edificato proprio dove sorgeva il centro di comando di Napoleone. È una struttura in porfido e granito, a forma di torre, di gusto fin de siècle. L'interno e l'esterno sono decorati con sculture allegoriche, la principale delle quali – un bassorilievo alto 18 metri – rappresenta sul frontone l'Arcangelo Michele con la scritta Gott mit Uns (Dio con noi). In cima è realizzata una terrazza panoramica dalla quale è possibile vedere l'intera città e un panorama che si estende fino al confine con la Boemia. Per raggiungerla occorre salire 364 scalini, anche se parte della salita è agevolata da un ascensore.
Gli avvenimenti della battaglia sono ricordati grazie a 45 cippi commissionati a Theodor Apel di Lipsia e che servono a ricordare gli avvenimenti legati alla battaglia e a segnare le posizioni sul terreno delle linee francesi e alleate.